# Rua General Glicério (Rio de Janeiro)
A rua General Glicério é uma das mais tradicionais e pitorescas vias do bairro carioca das Laranjeiras. É conhecida pela beleza de sua arquitetura, pela importante feira que recebe aos Sábados e pelos blocos que por ela desfilam durante o Carnaval. Junto com suas transversais, compõe uma área habitualmente conhecida como General Glicério.

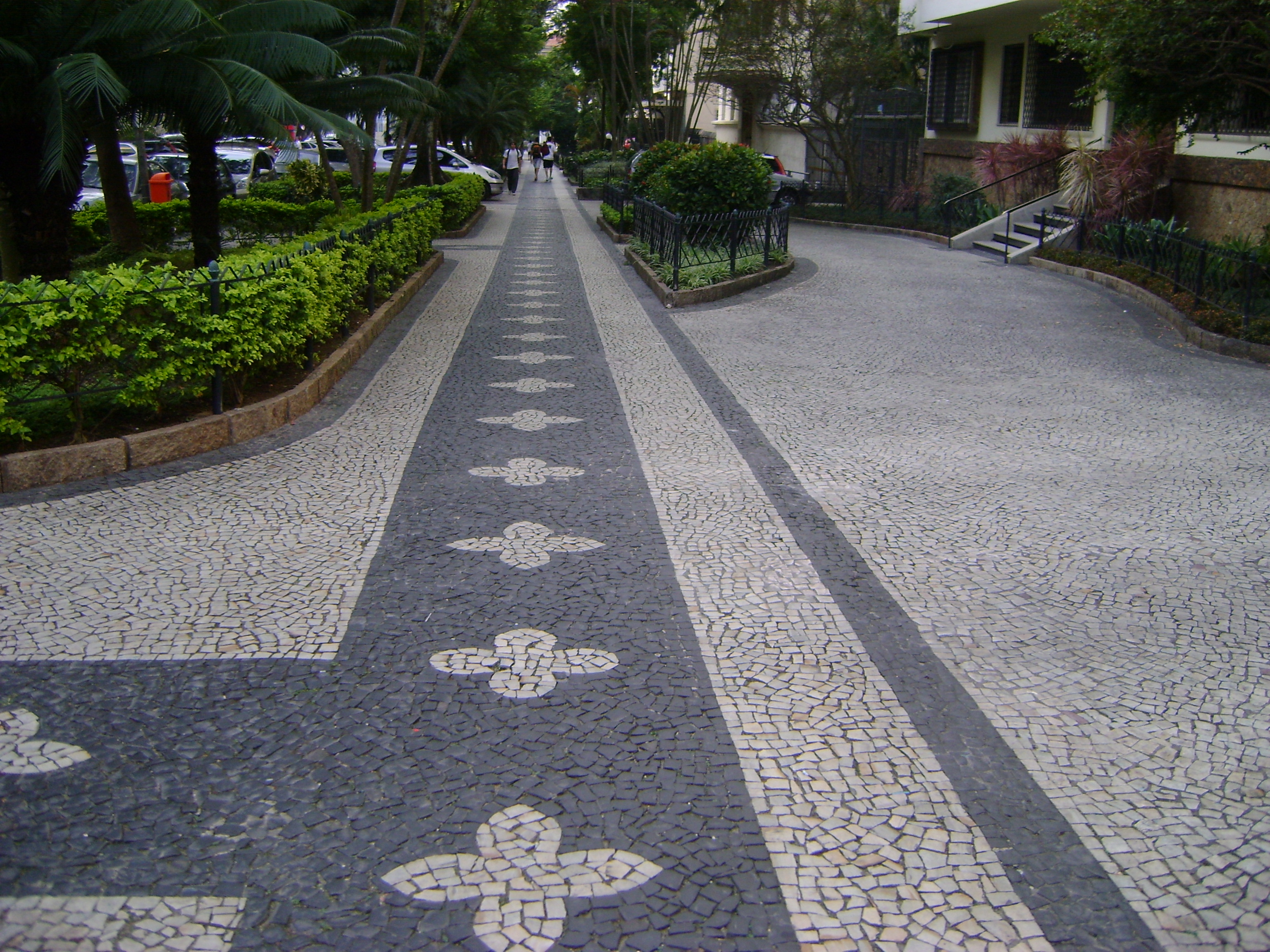
Tradicional calçada da Rua General Glicério (foto: Eduardo P.)

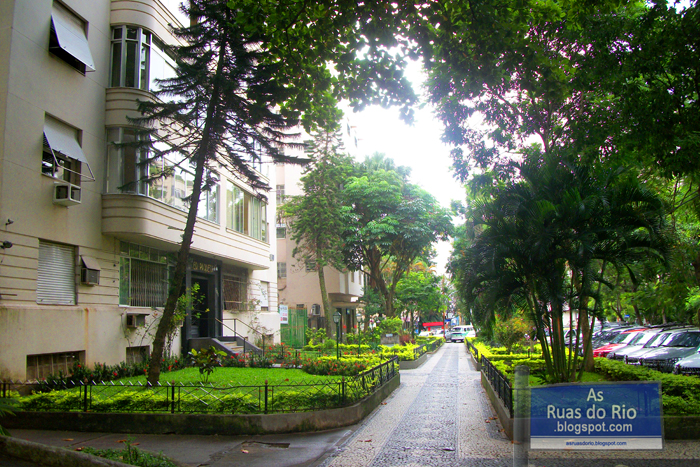
Jardins e prédios da parte alta da Gal. Glicério

## História da General Glicério

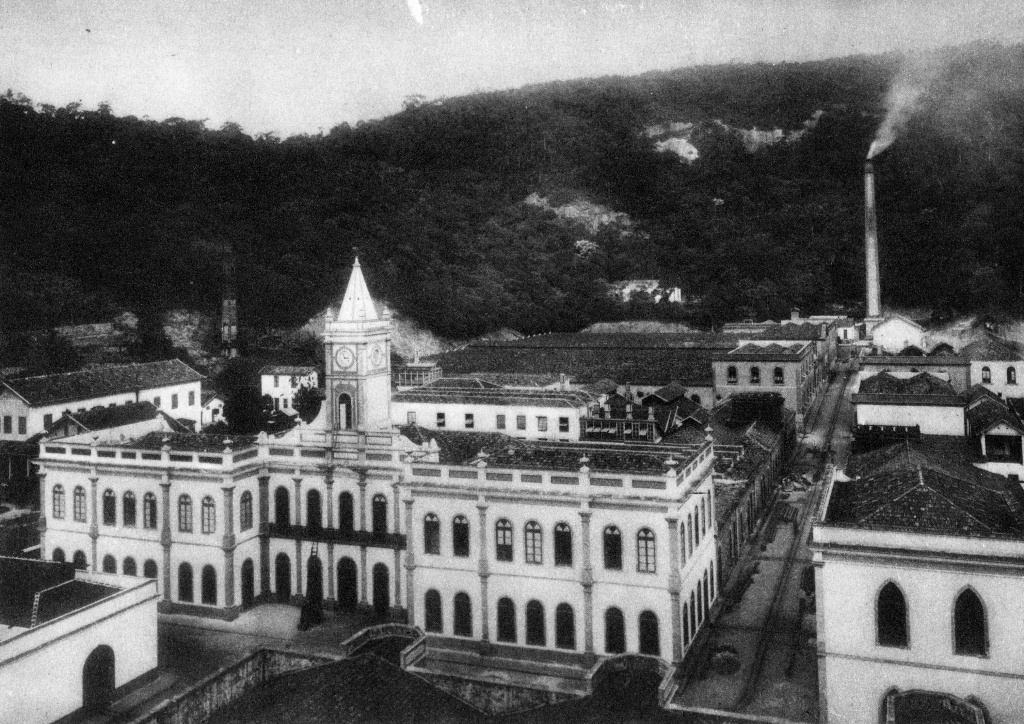
Cia de Fiação e Tecidos Aliança - Circa 1880

### Origens e nomes
Por ter albergado em seus limites a Companhia de Fiações e Tecidos Aliança, maior fábrica de tecidos do Brasil no fim do séc. XIX, a General Glicério até poucas décadas atrás chamava-se Rua Aliança. 

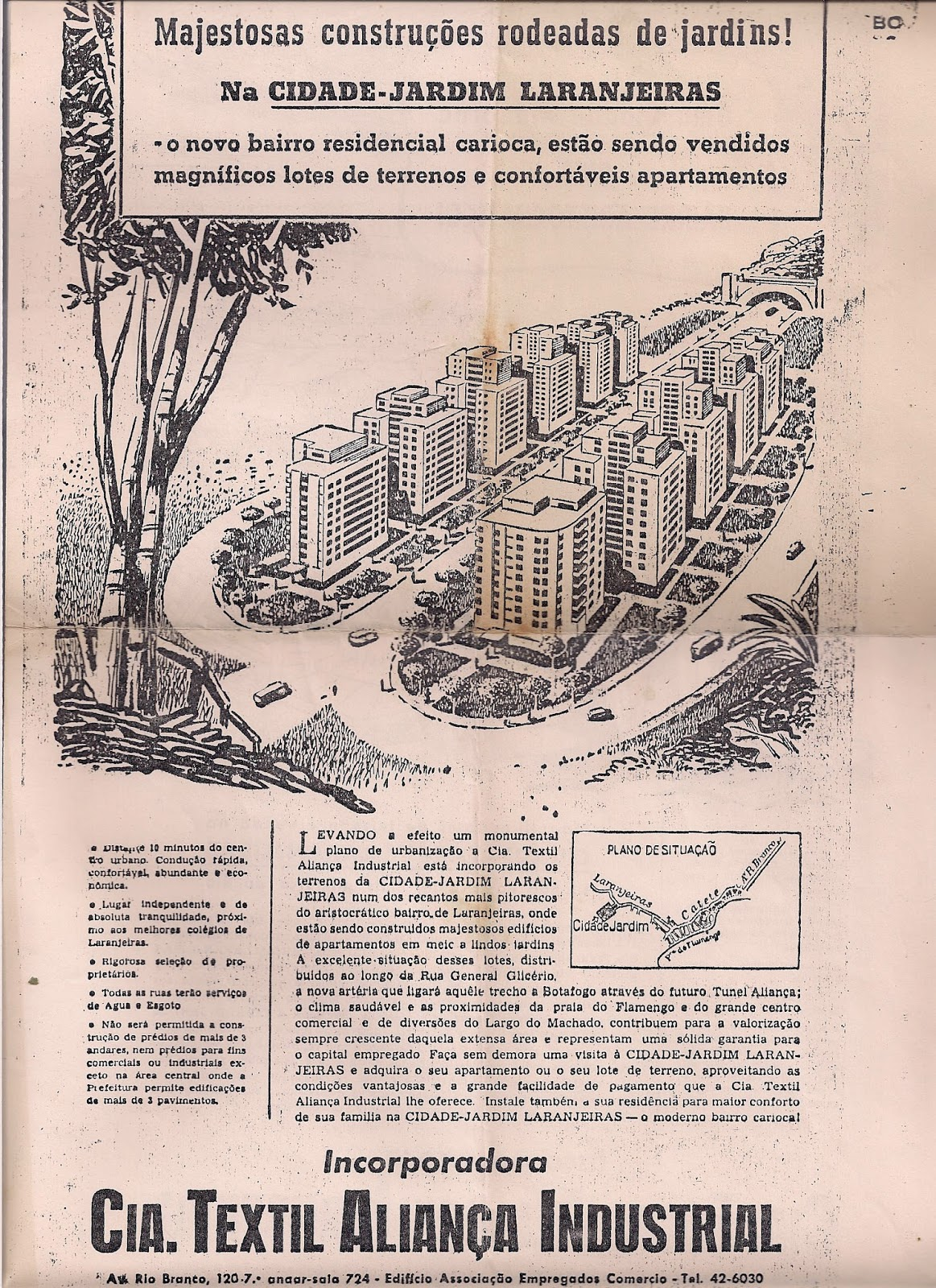
Propaganda de lançamento do Cidade-Jardim Laranjeiras

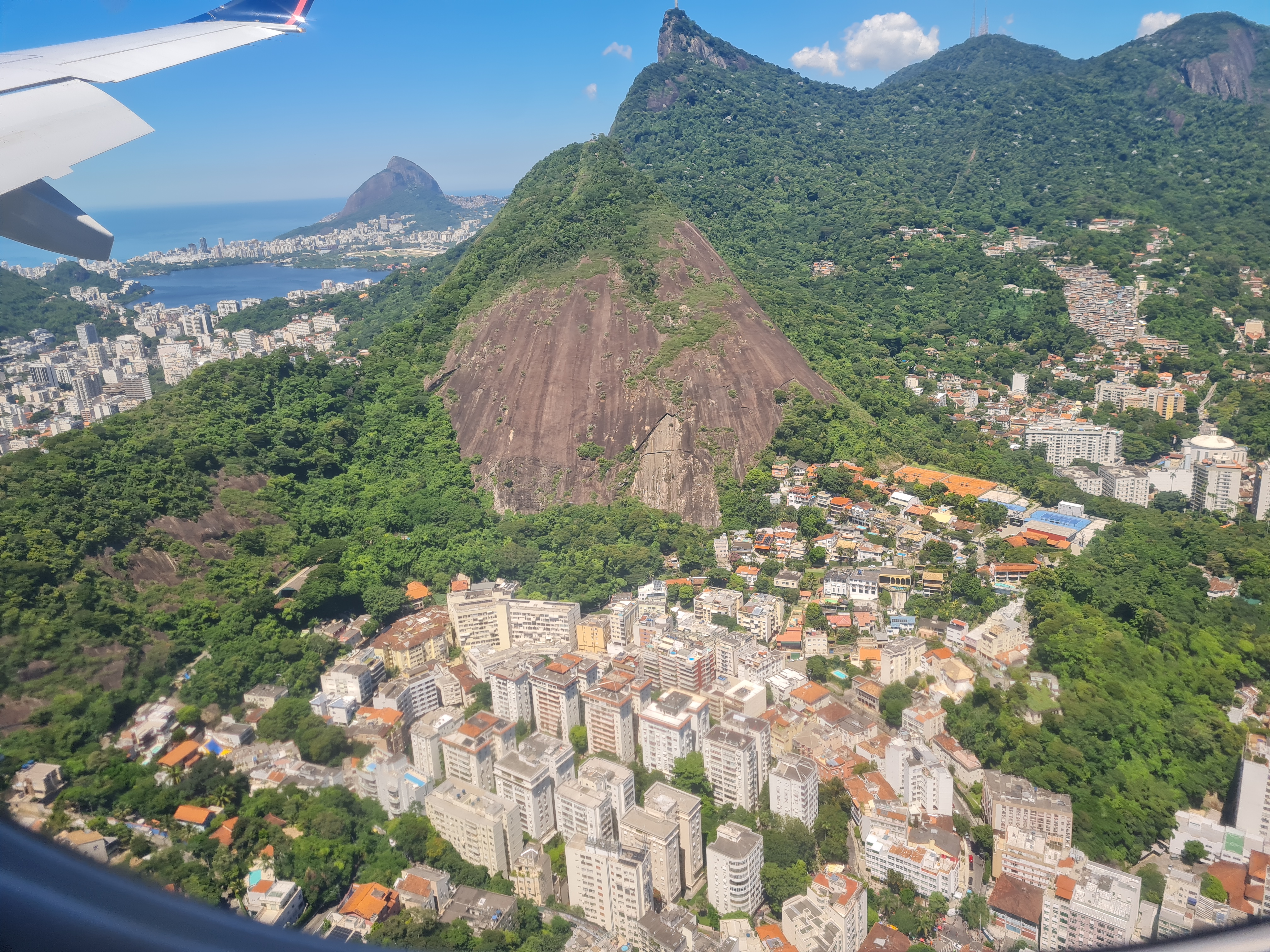
Rua General Glicério vista de cima em 2024, com desenho facilmente reconhecível.

Com o fim da fábrica, em 1938, o terreno antes por ela ocupado passou a receber um conjunto de edifícios de apartamentos - denominado Cidade-Jardim Laranjeiras -, erguido pelo seu último dono, o industrial Severino Pereira da Silva. Orgulhoso pernambucano, Severino deu aos elegantes prédios que ergueu na via nomes evocando localidades de seu estado natal, como Pajeú, Triunfo, Garanhuns, Gravatá e Petrolina. Separados por belíssimos jardins da linda calçada trabalhada, esses prédios - verdadeiras joias tombadas da arquitetura dos anos 40/50 - formam um dos conjuntos de edifícios mais charmosos da cidade.

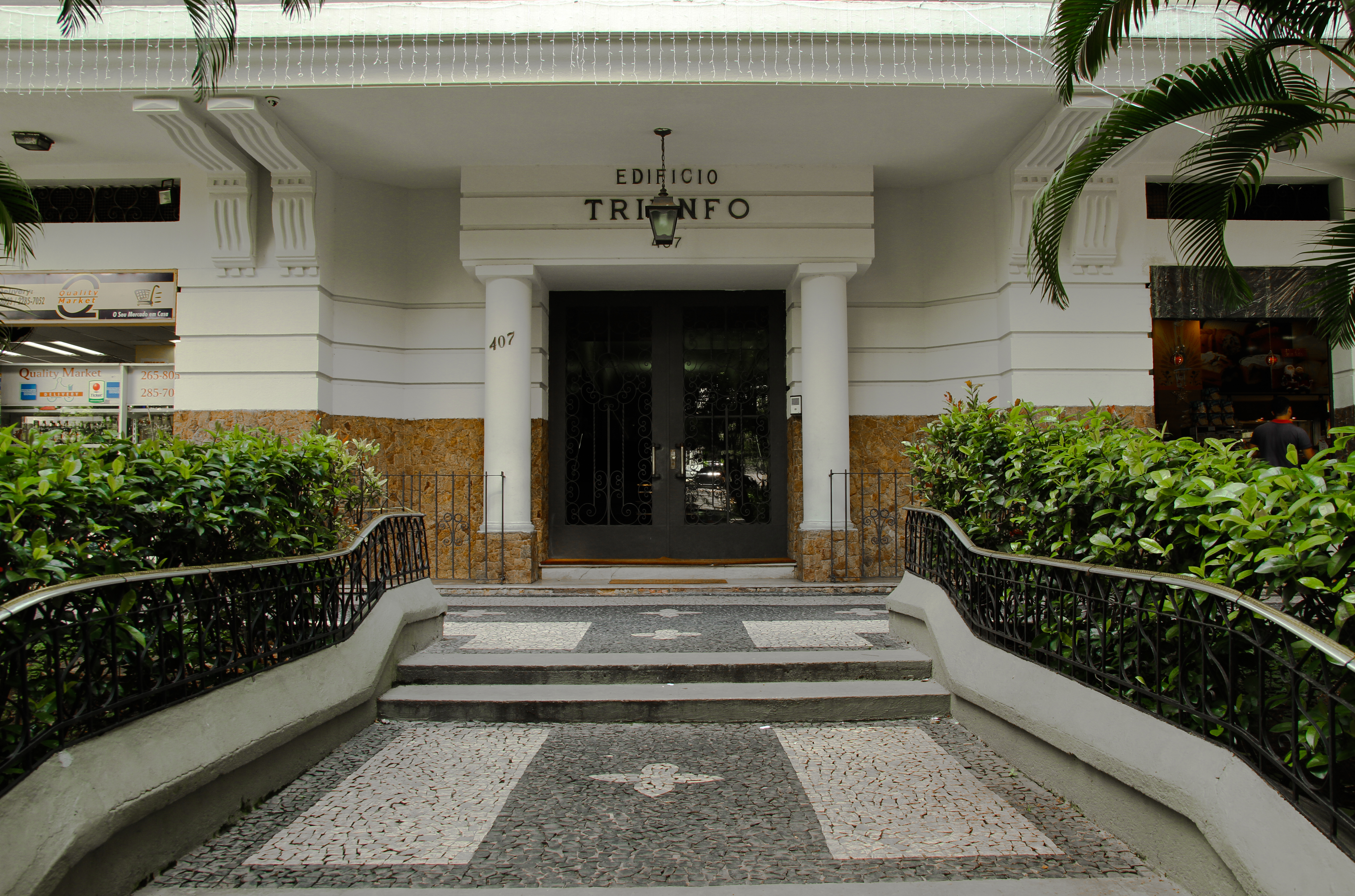
Ed. Triunfo: exemplo de prédio erigido por Severino Pereira da Silva no terreno antes ocupado pela Cia de Fiações e Tecidos Aliança (foto: Rodrigo S. Maior)

Em virtude da fábrica Aliança, a Gal. Glicério teve importância singular no desenvolvimento das Laranjeiras. Primeiro, com sua instalação, vilas operárias surgiram ao longo do bairro, e reflexos delas podem ser encontrados, sem esforço, até hoje em diversos pontos. Depois, o fechamento da Aliança levou a uma alteração no perfil da região, com a mudança dos operários, que buscaram empregos em outros bairros. Como anos antes fizera a fábrica no lugar da qual surgiram, os edifícios de Severino Pereira da Silva marcaram o princípio de novos tempos que chegavam às Laranjeiras.
Sobre seu nome, o atual foi-lhe dado como homenagem a um dos principais líderes políticos da incipiente República brasileira, o senador e ministro Francisco Glicério, que participou ativamente da Proclamação da República e recebeu o título honorário de general por sua contribuição na instauração do governo provisório.

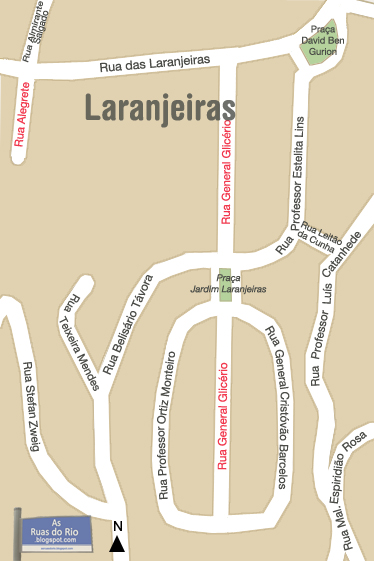
Mapa da Gal. Glicério e arredores, publicado por Paulo Bastos, do blog As Ruas do Rio

### Acontecimentos marcantes

#### A tragédia de 1967
A rua Belisário Távora, por sua íngreme geografia, participou de uma das maiores tragédias do bairro. Nela, foram vitimados, entre dezenas de pessoas, o jornalista e escritor Paulo Rodrigues. Paulo era irmão de Nelson Rodrigues e Mário Filho, e morreu em virtude do deslizamento de terra que tombou um palacete em final de construção sobre o prédio em que residia, na Rua General Cristóvão Barcelos. Esta, como a Rua Professor Ortiz Monteiro, liga-se umbilicalmente à General Glicério. O relato do episódio encontra-se primorosamente descrito em uma das crônicas de Nelson, posteriormente reunida com outras no livro A Menina sem Estrela:
"[...] Na rua Cristóvão Barcelos, Paulo Roberto preferia Jonhny Halliday (o cantor era a morte), preferia Johnny Halliday ao cinema. E, então, a pedra se desprende. Ia levar, de roldão, uma casa, o edifício seguinte e, por fim, o de Paulinho. [...]
Eu, Lúcia, meus filhos Joffre e Nelsinho, meus irmãos Augusto, Helena, Stella varamos a noite, de hospital em hospital. No Souza Aguiar, nada. De O Globo vieram Carlos Tavares, Menezes, Ricardo Serran, Carlos Alberto. Meu primo Augusto Rodrigues e meu cunhado Francisco Torturra foram para a General Glicério; e, lá, fizeram uma vigília de lama, pedra e vento. Eu só pensava em Paulinho, eis a verdade, só pensava em Paulinho. Ao meu lado, Mário Júlio Rodrigues só pensava em Paulinho (e os primeiros corpos vinham esculpidos em lama) [...]" 
A extensão da tragédia, que ceifou a vida de mais de cem pessoas, pode ser sentida no seguinte relato do Prof. Milton de Mendonça Teixeira:
"[...] Semanas depois, na noite de 21 de fevereiro de 1967, depois de um período de fortes chuvas e enchentes, os moradores de Laranjeiras foram despertados por tremendo estrondo, correndo pouco depois, os rumores de ter sido provocado por um deslizamento devido ao deslocamento de enorme pedra de um dos morros de acesso à residência do Sr. Heládio Coimbra Bueno, na Rua Belisário Távora, que foi rolando, levando os escombros dessa, e destruindo dois outros grandes prédios de apartamentos da Rua Cristóvão Barcelos, na escuridão, em meio a gritos, e gemidos lancinantes.
Cento e vinte e quatro pessoas haviam deixado de existir em poucos segundos, tragadas por toneladas de rochas e detritos!
Foi uma das grandes tragédias dos últimos tempos, levando o luto a quase todos os moradores de Laranjeiras, e a outros bairros por terem sido atingidos parentes e amigos de inúmeras famílias, e não há palavras para descrever o que foram os dias seguintes a essa desgraça: a remoção, durante dias e dias, de cadáveres, assistida por uma multidão ofegante e tresloucada de ansiedade, enquanto a cidade inteira acompanhava o desenrolar dos acontecimentos pelos alto falantes.
No local, depois de executada grande obra de retenção pelo Instituto de Geotécnica, já não existem vestígios da catástrofe, mas quem pode passar por ali sem recordar as angústias daquela noite trágica.
Depois de realizada acurada perícia verificou-se que o desmoronamento ocorrera por ter sido realizado um despejo ilegal de entulho no alto do morro por uma empresa de construção. A defesa dos acusados, usando de artifícios legais e se baseando em detalhes pouco claros do relatório da perícia fizeram que, até hoje, ninguém recebesse indenização alguma pelo sinistro, nem que alguém fosse responsabilizado ou punido pela lei." 
Até hoje, mais de quarenta anos depois, aqueles dias de temporal são lembrados com tristeza pelos moradores da General Glicério e por todos os cariocas que os testemunharam.

## Exemplos da arquitetura das calçadas e edifícios

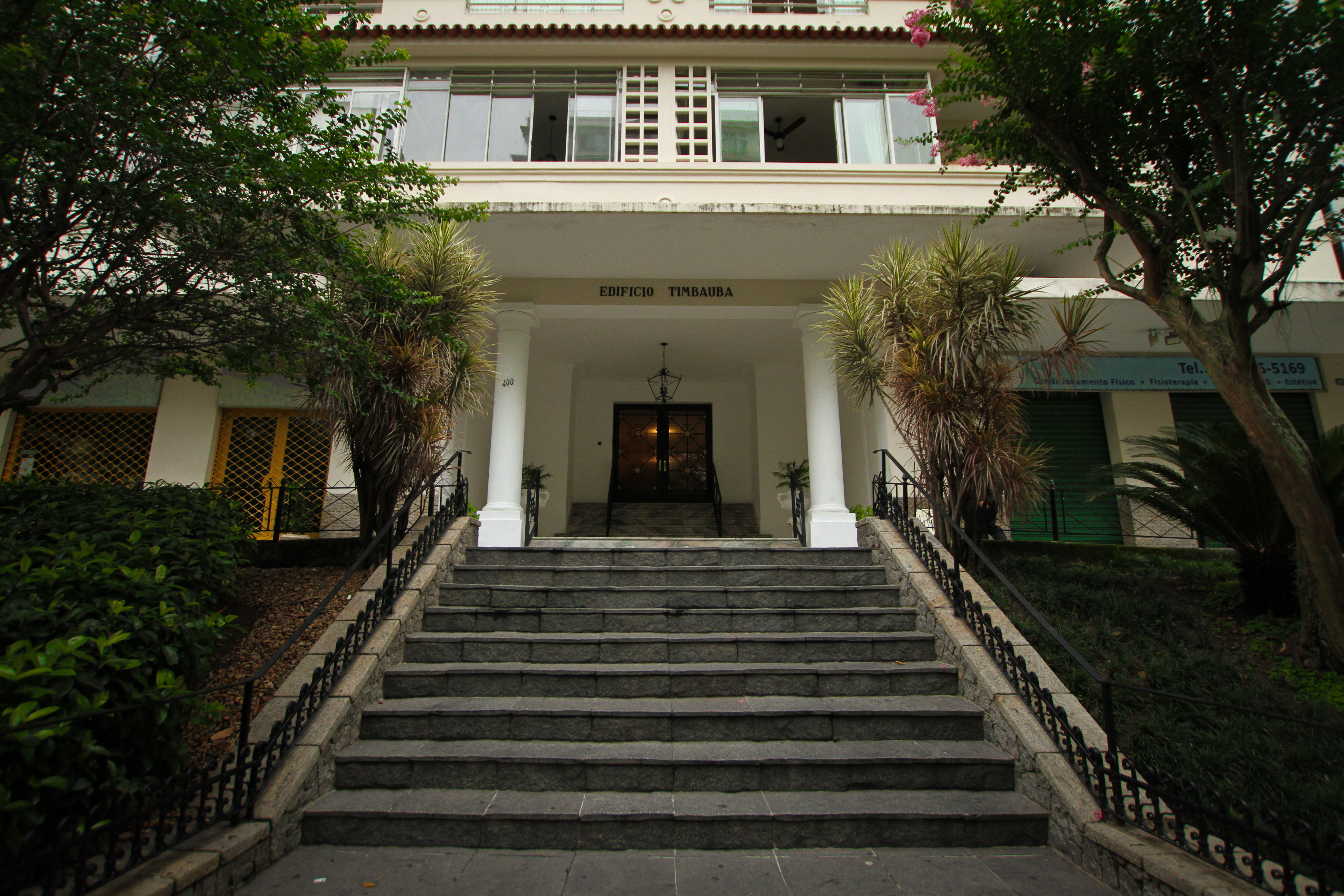
Entrada do Ed. Timbaúba
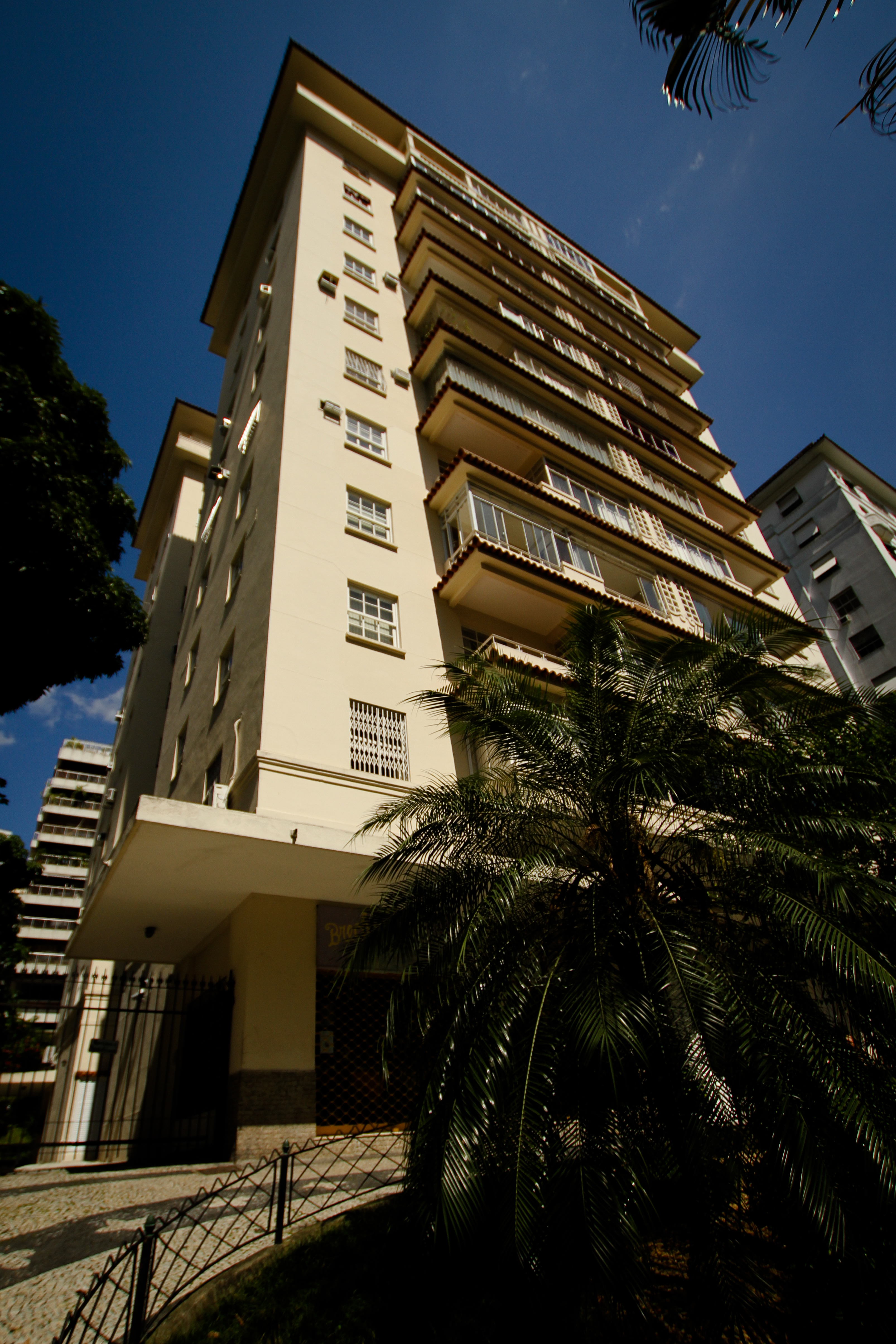
Fachada do Ed. Timbaúba
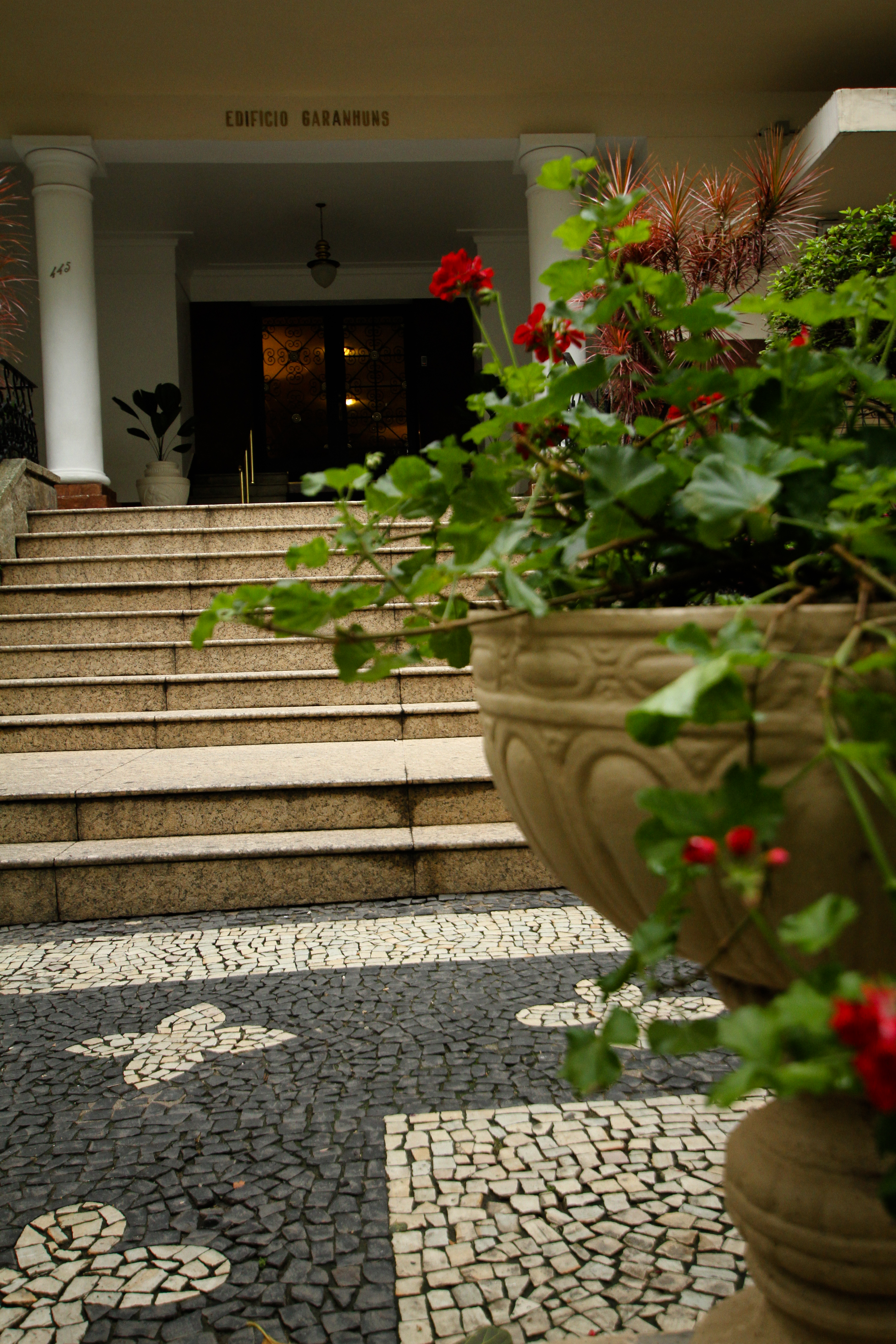
Entrada e calçada do Ed. Garanhuns
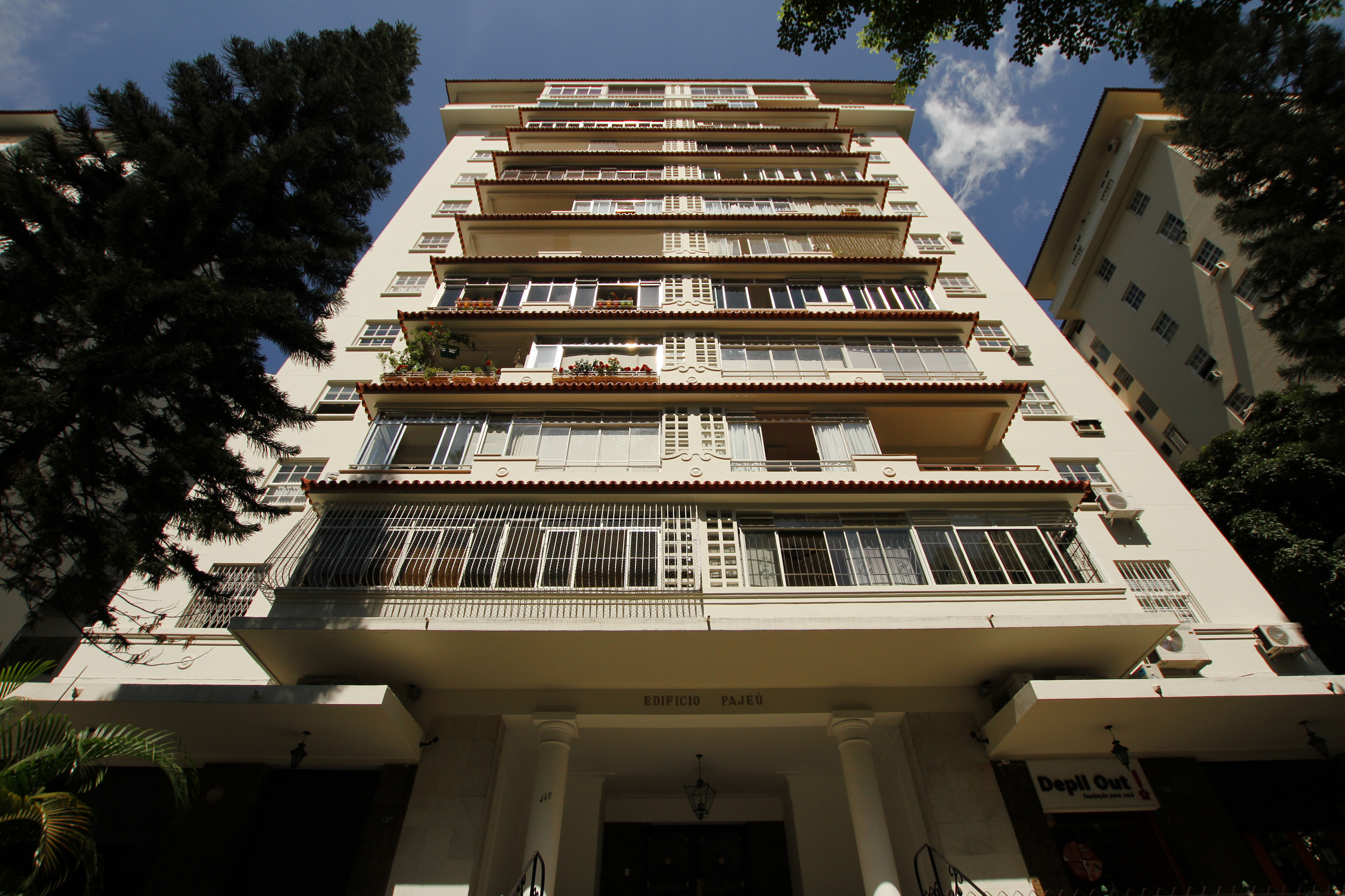
Fachada do Ed. Pajeú
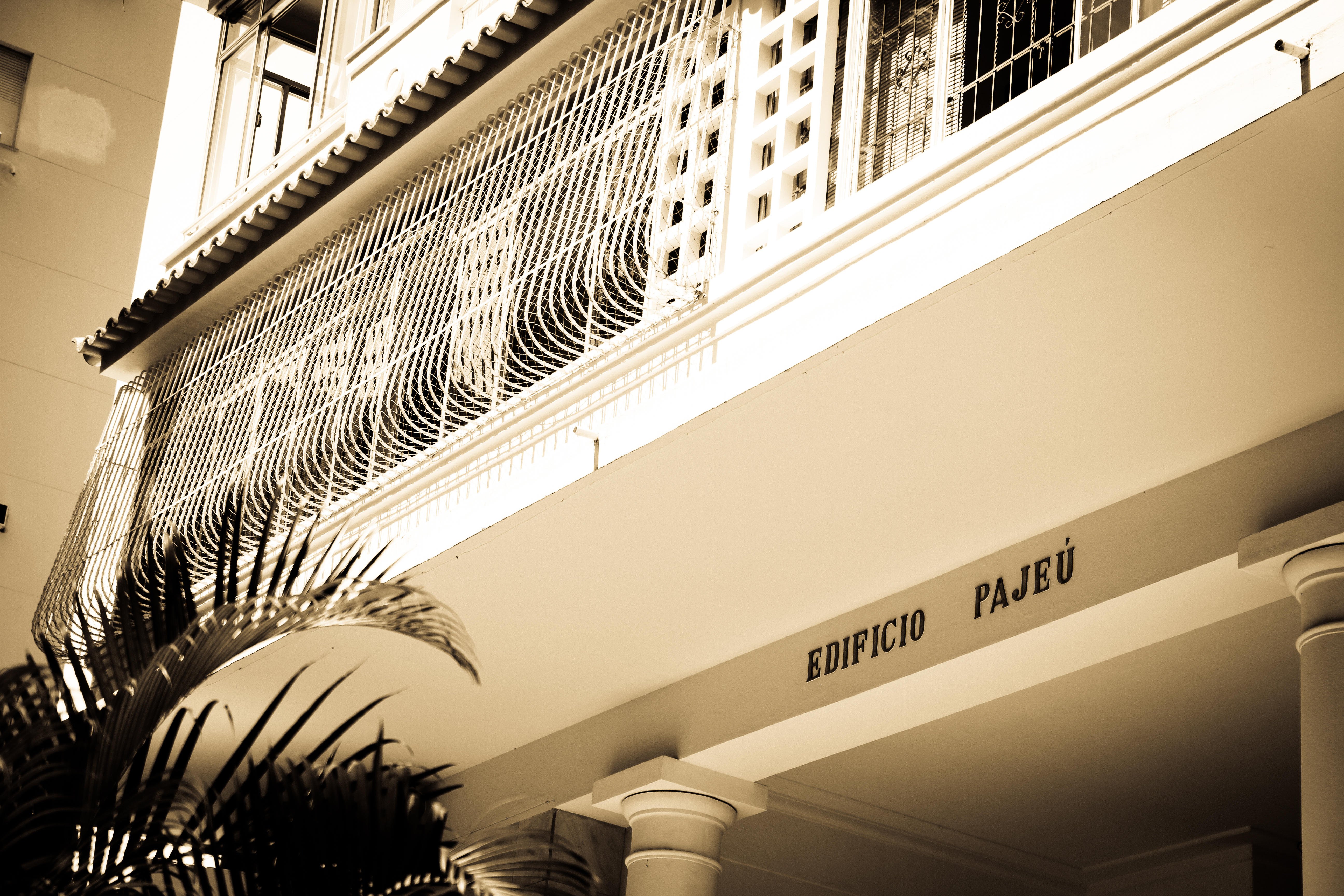
Detalhe da fachada do Ed. Pajeú
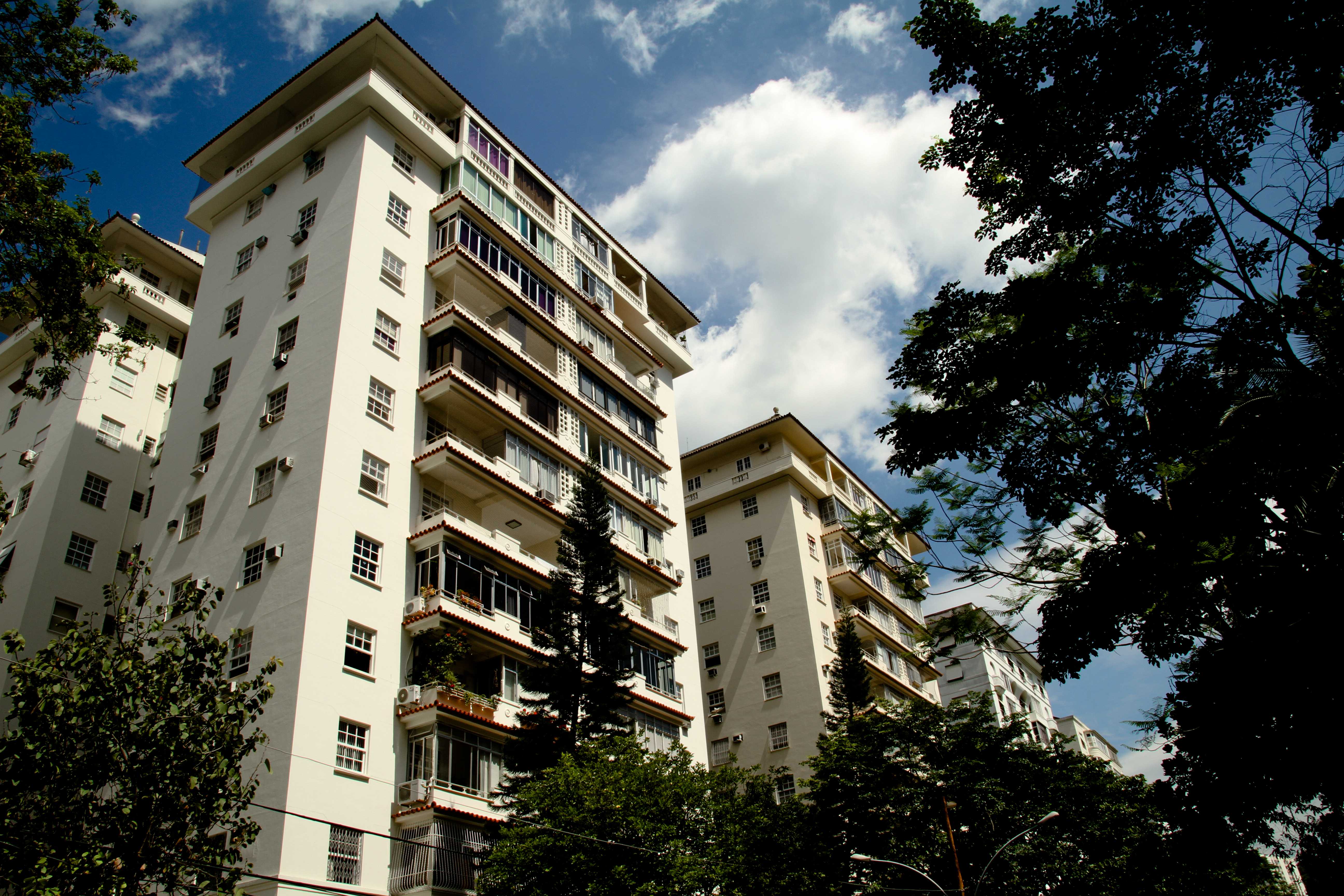
Edifícios Pajeú e Timbaúba
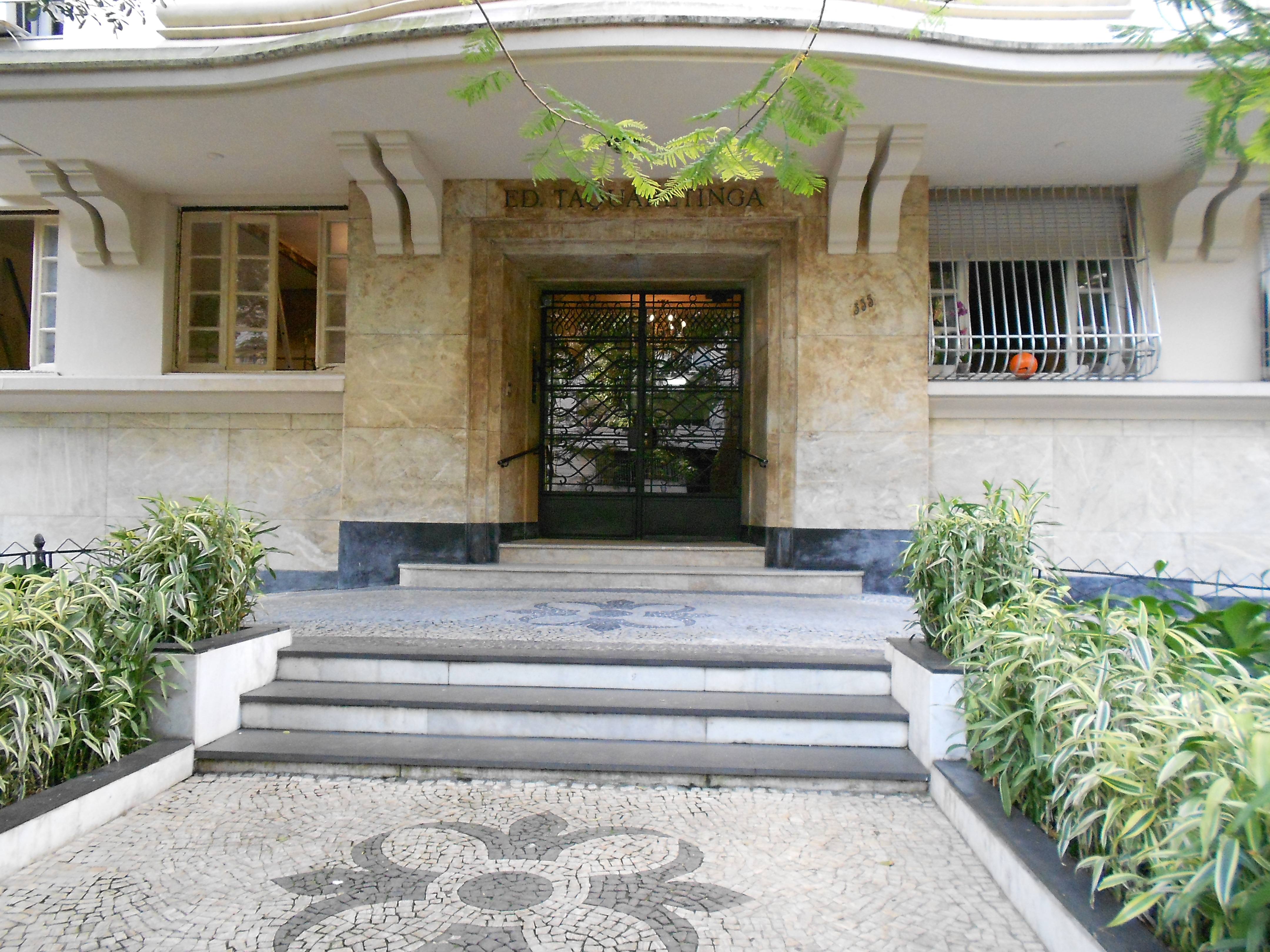
Entrada do Ed. Taquaretinga
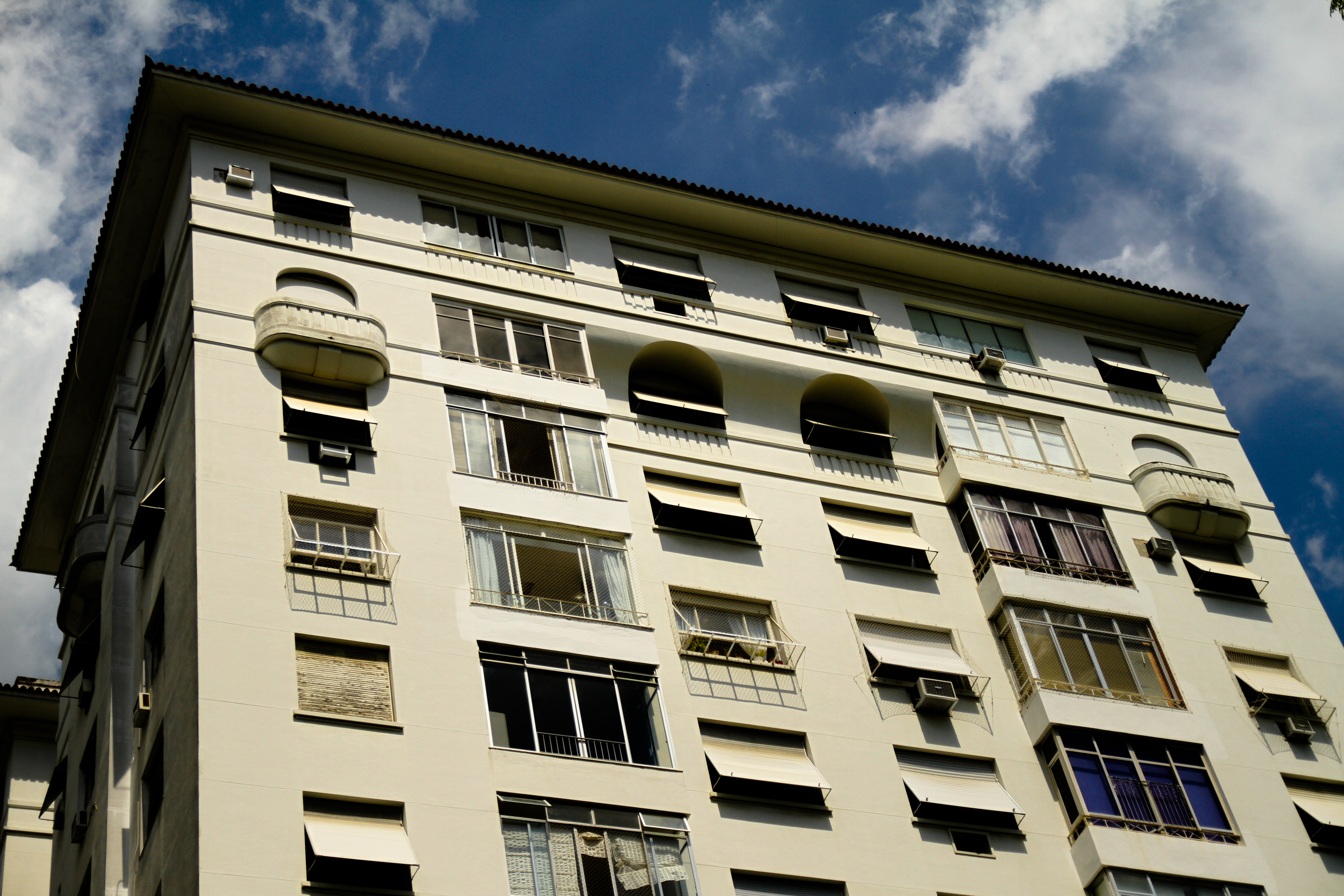
Detalhe da fachada do Ed. Umuarama
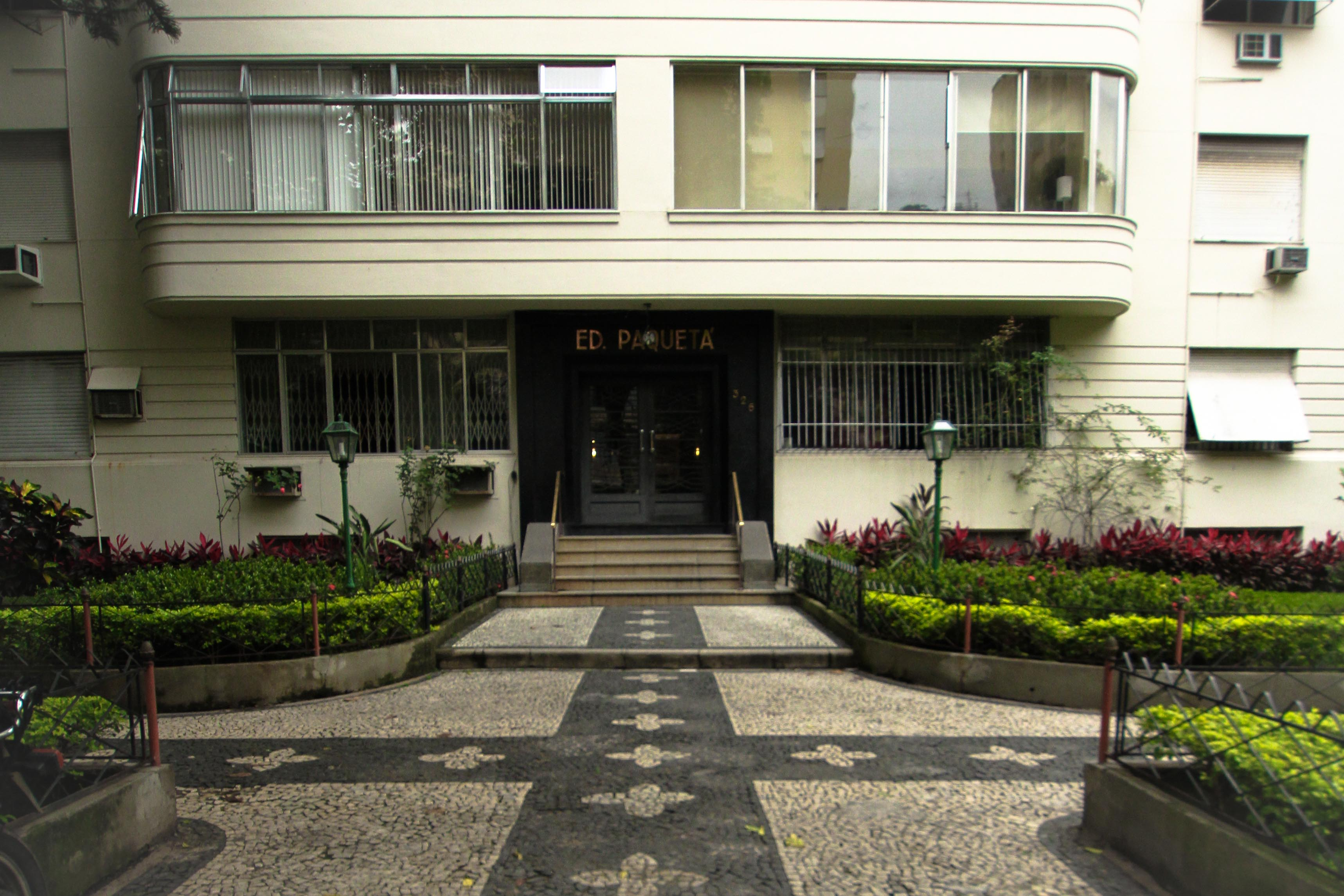
Entrada e calçada do Ed. Paquetá
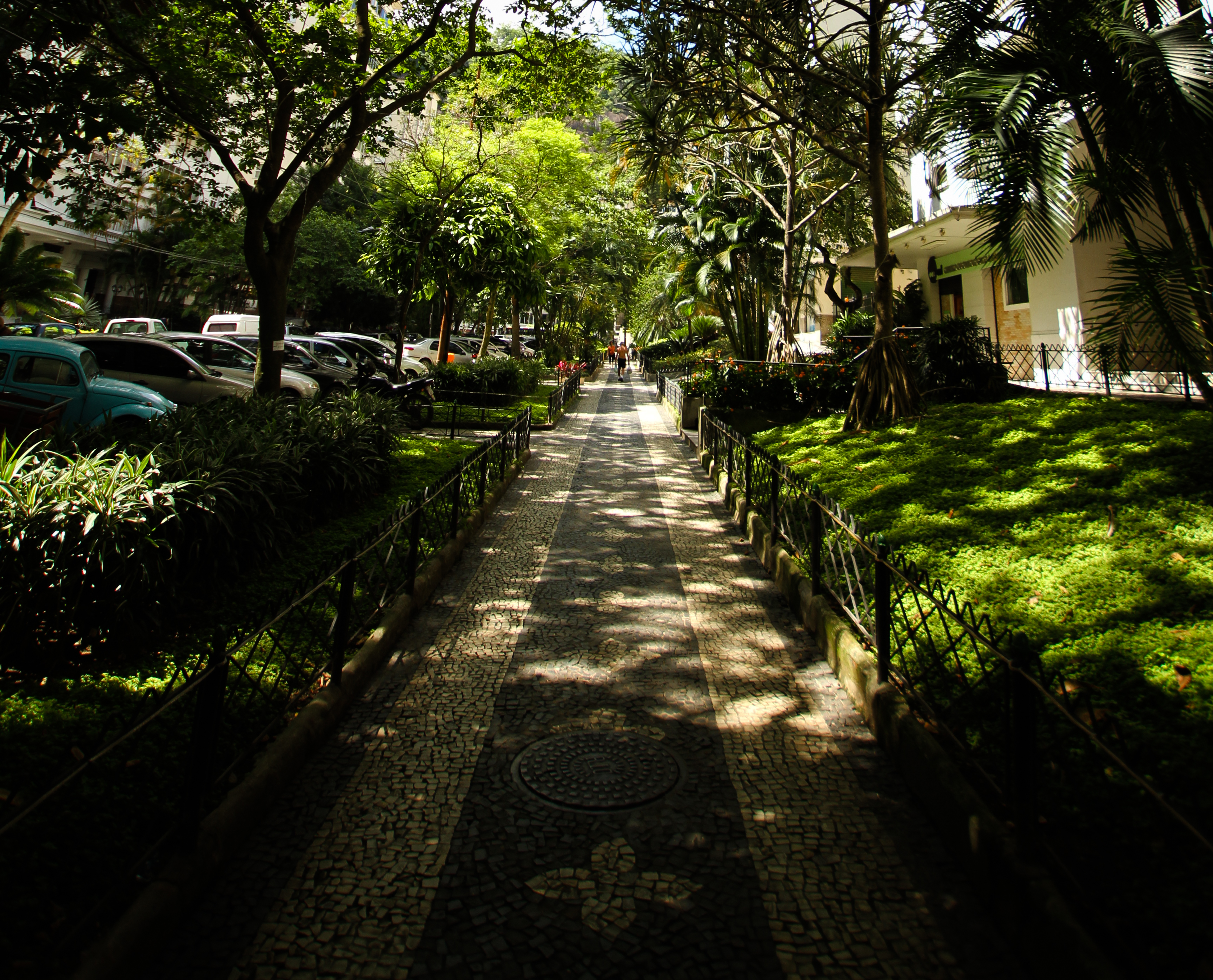
Tradicional calçada da Rua General Glicério
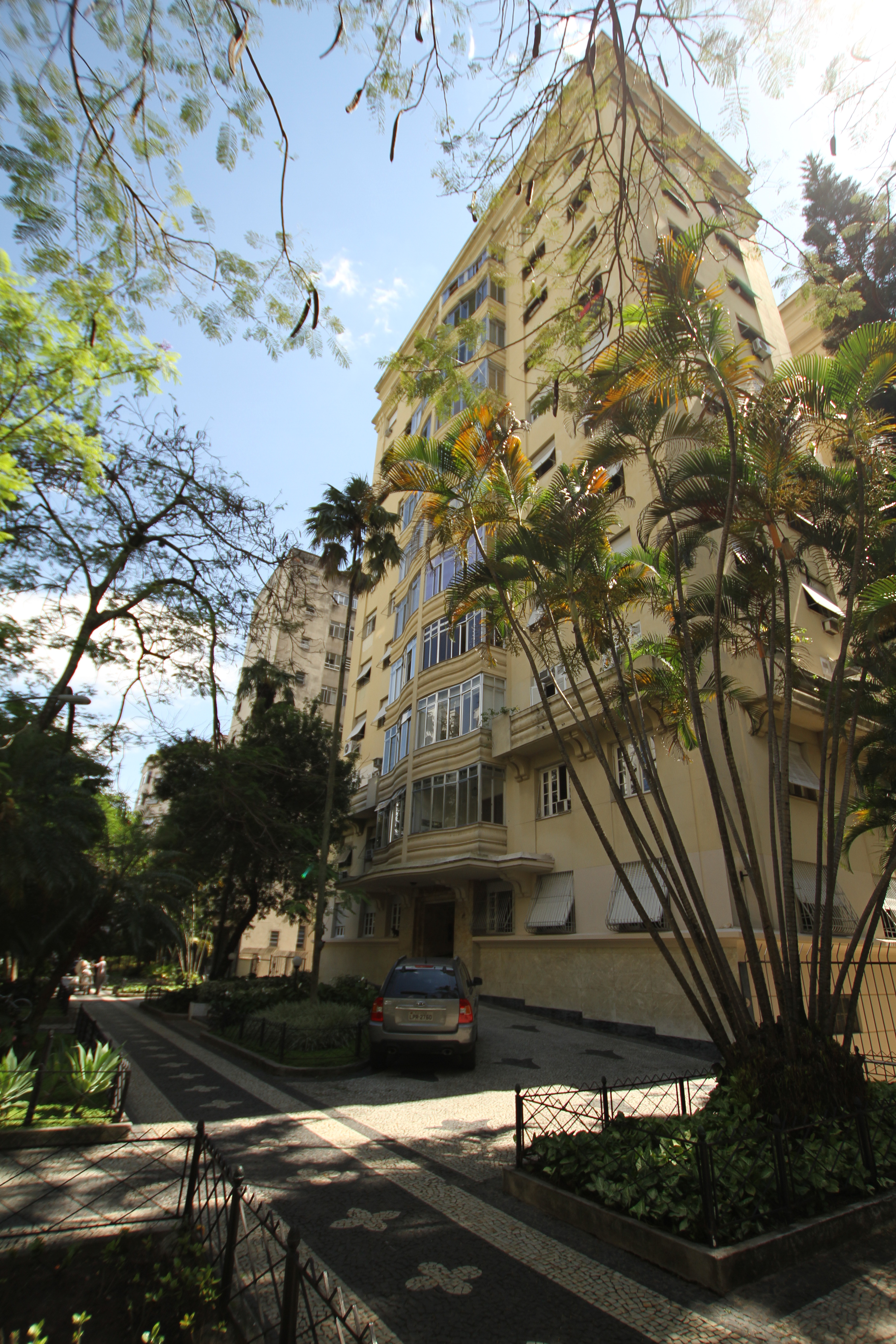
Calçada da rua General Glicério

## Opções de lazer

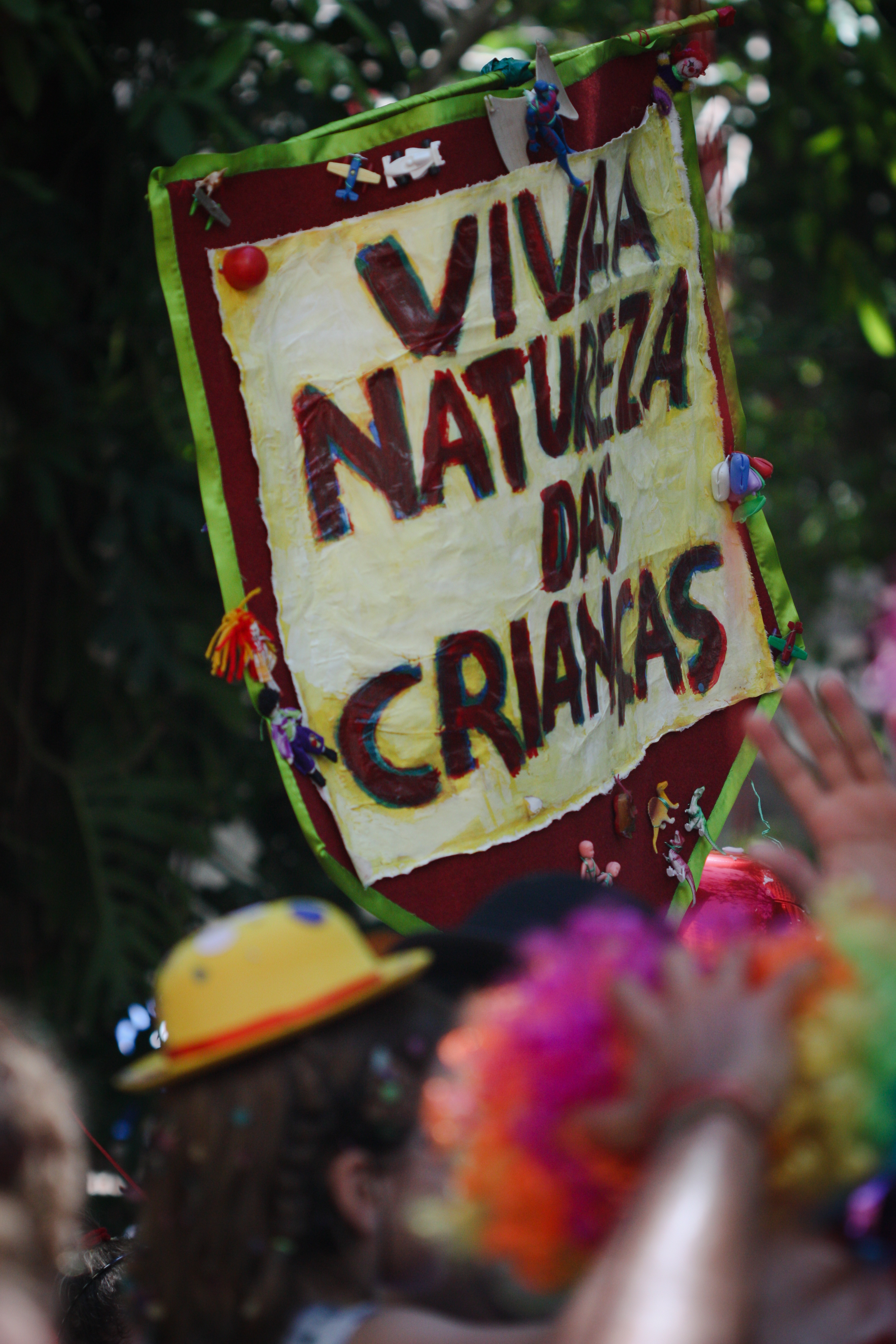
Estandarte do Gigantes da Lira em 2014

### Blocos de Carnaval
Refletindo a conhecida alegria de seus moradores, a General Glicério é casa para alguns dos mais animados e tradicionais blocos carnavalescos do Rio de Janeiros, como o Gigantes da Lira, o GB Bloco, o De Palhaço e Louco Todo Mundo Tem um Pouco e o Laranjada Samba Clube, entre outros.

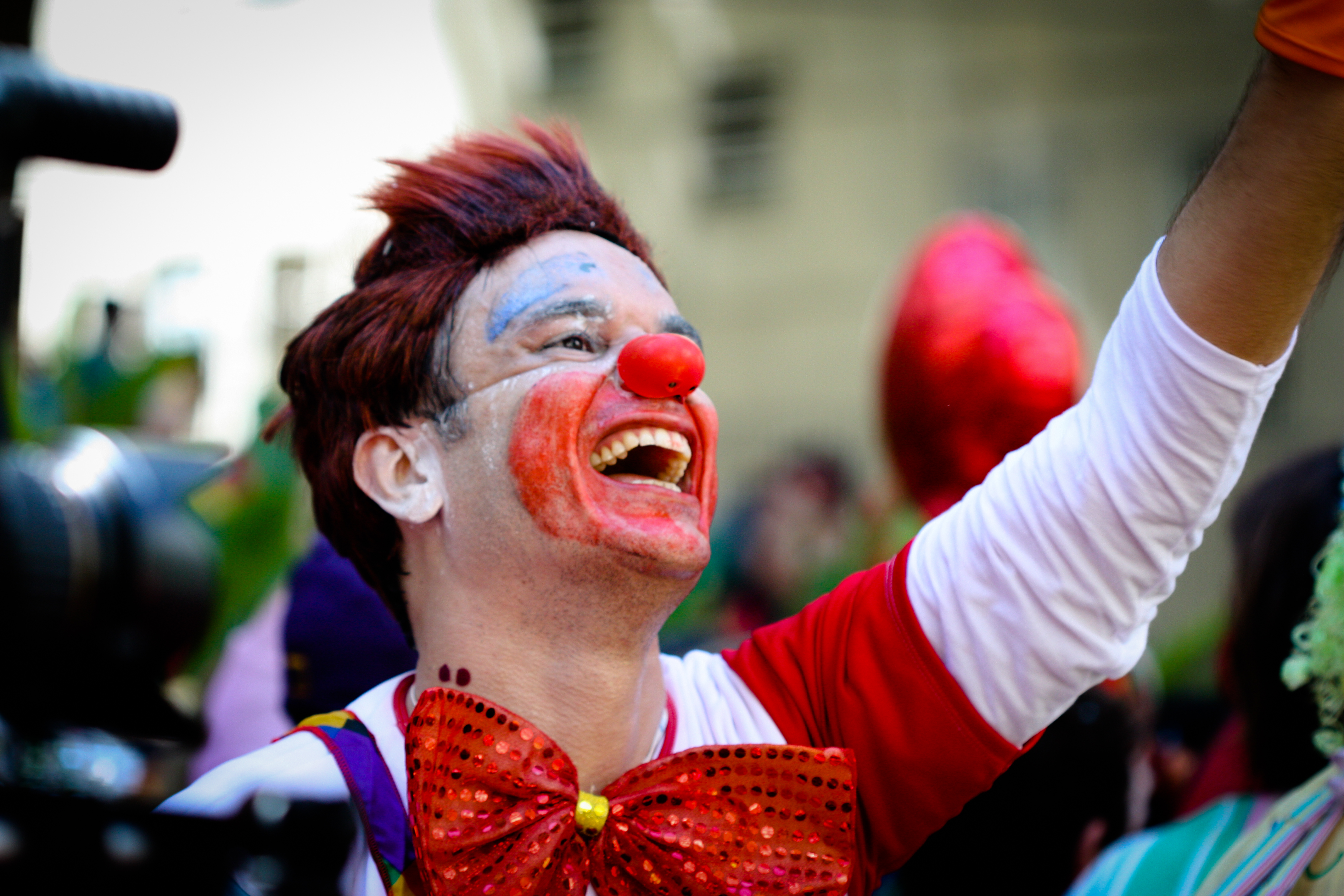
Gigantes da Lira 2014
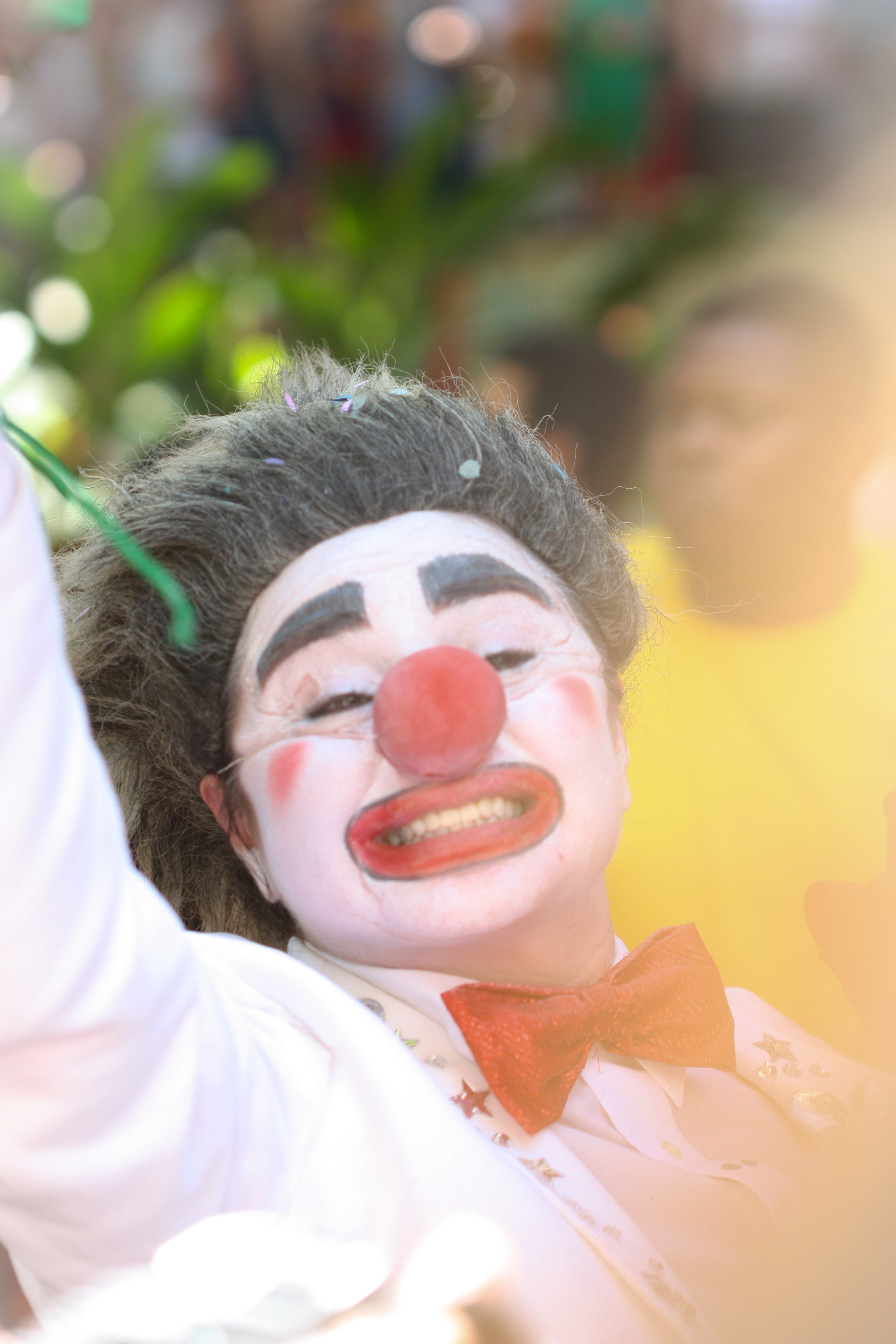
Gigantes da Lira 2014
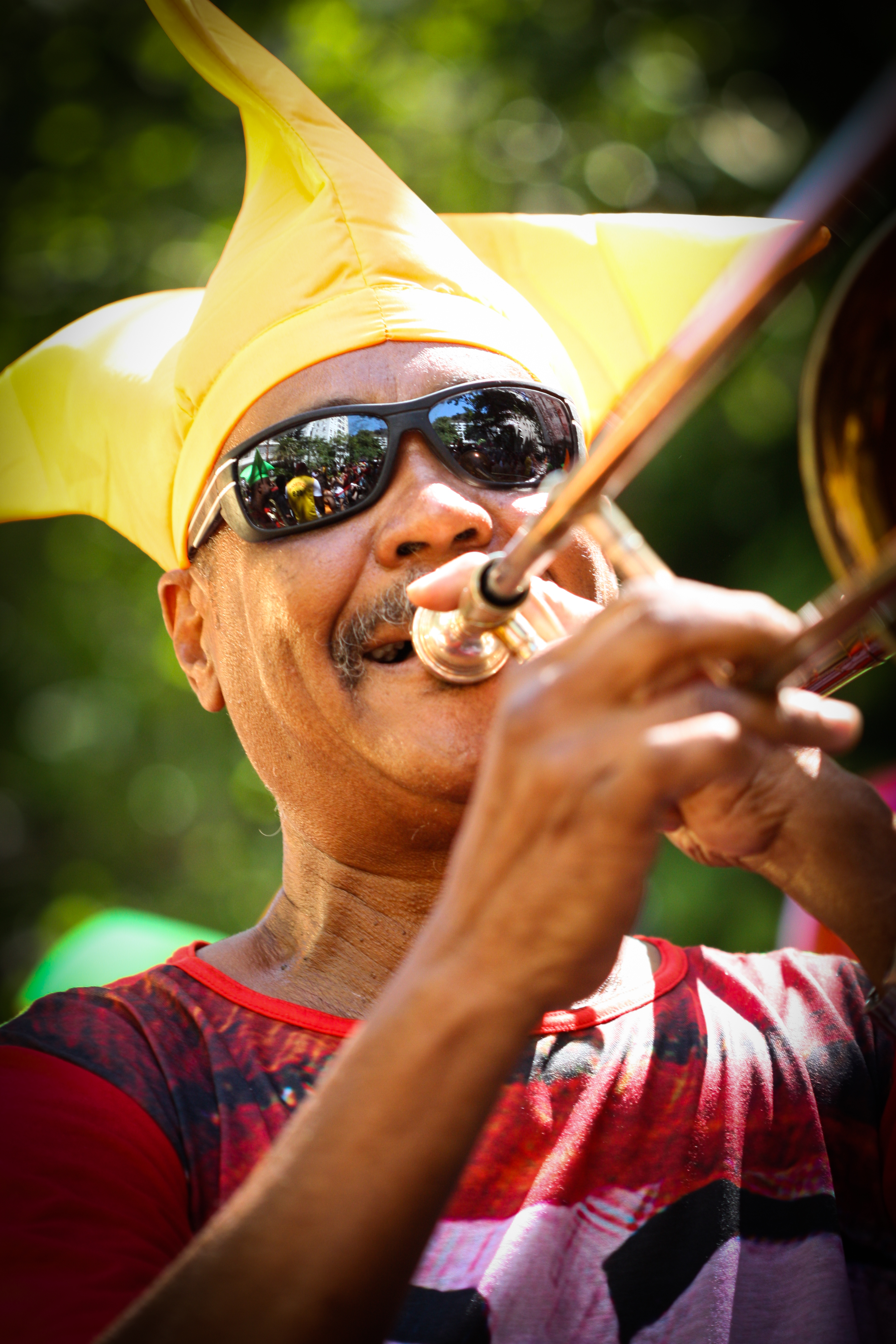
Gigantes da Lira 2014
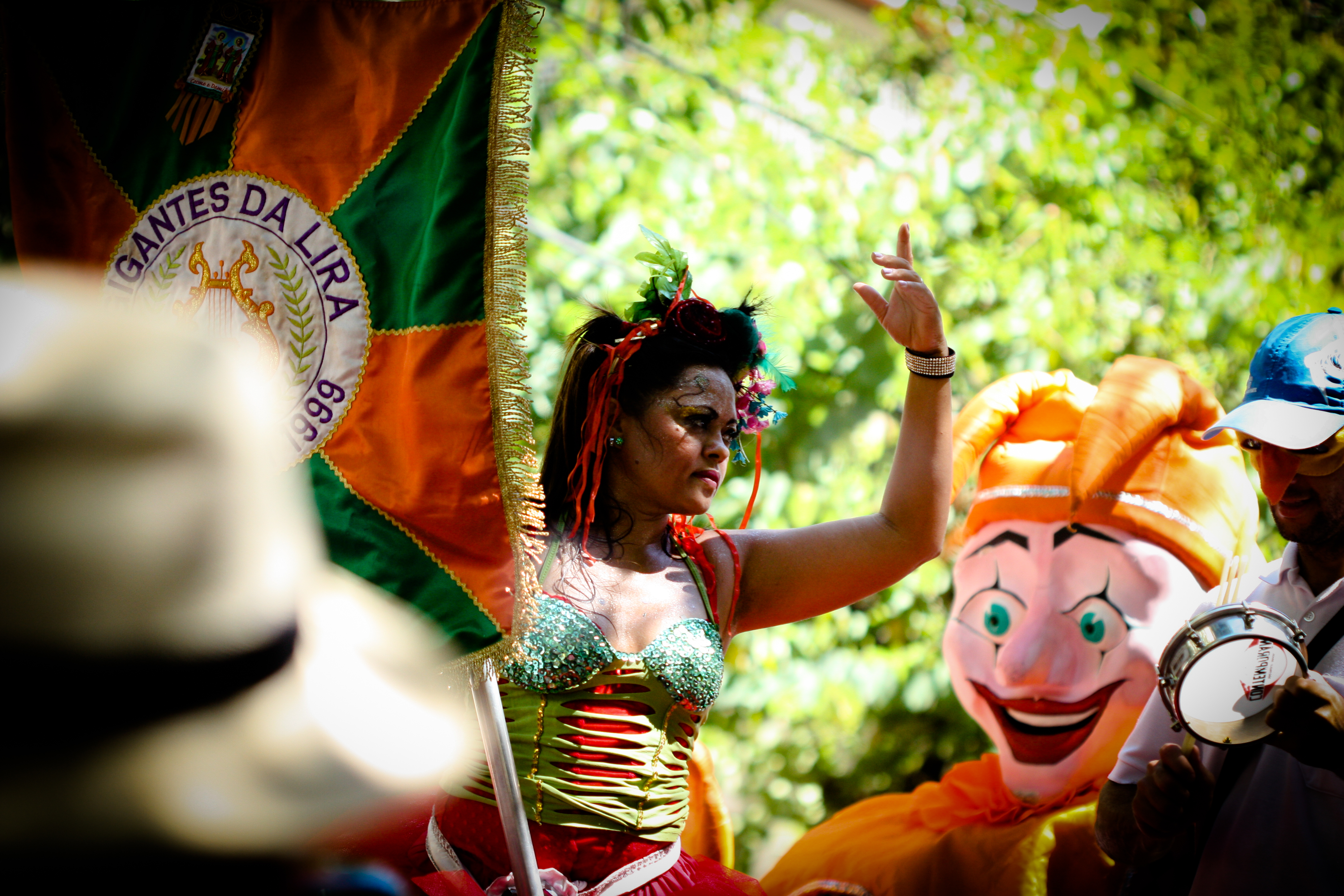
Gigantes da Lira 2014
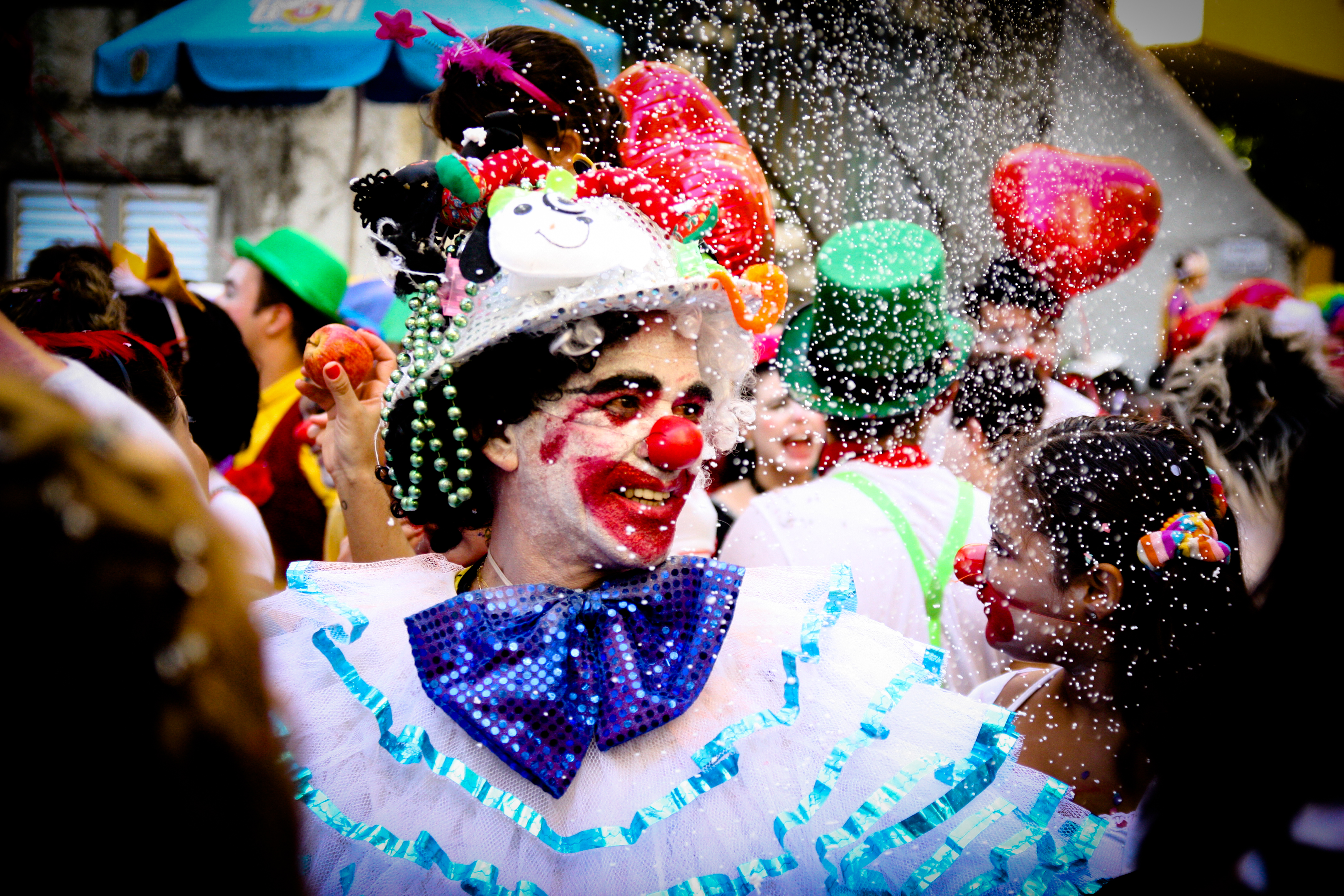
Gigantes da Lira 2014
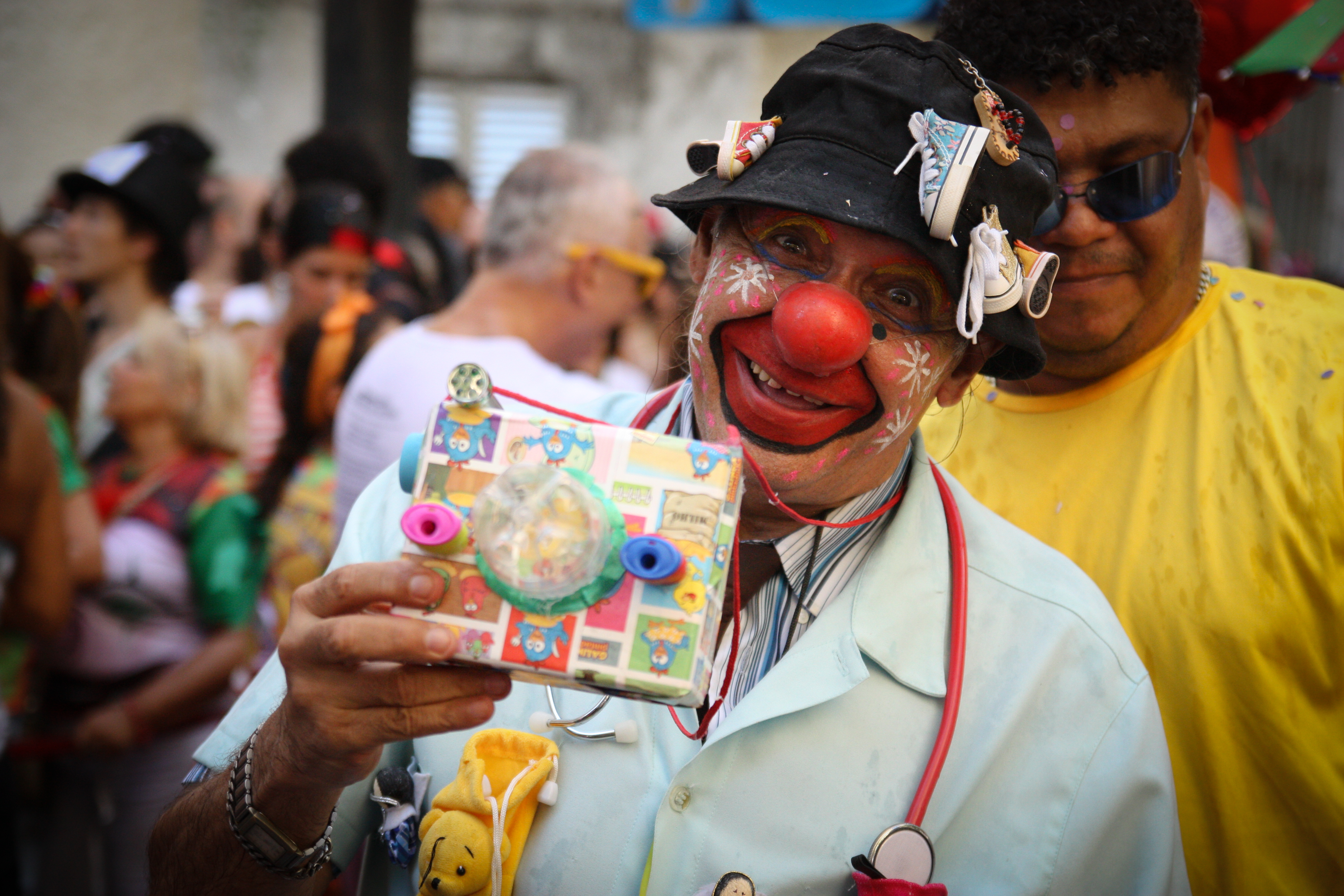
Gigantes da Lira 2014
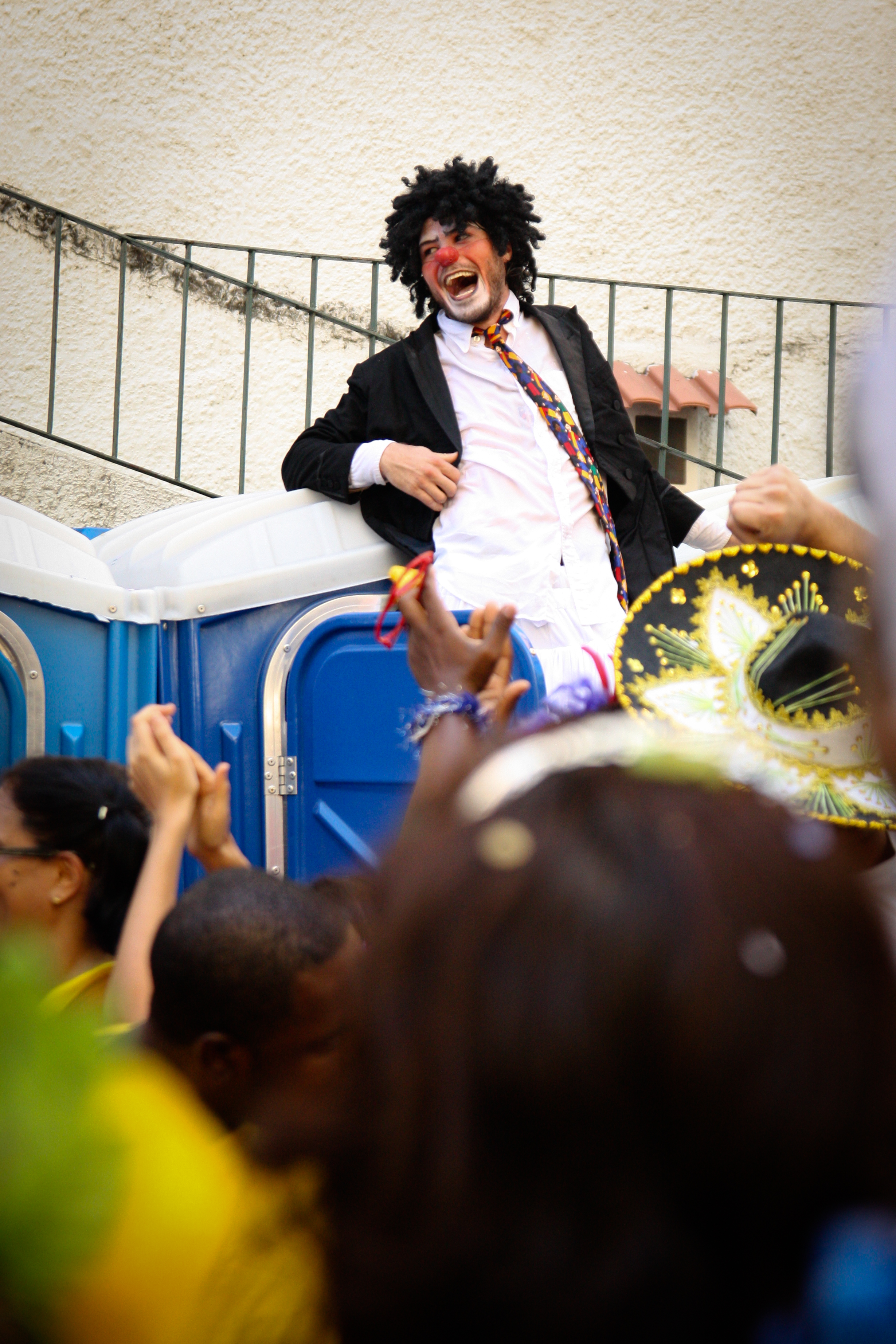
Gigantes da Lira 2014
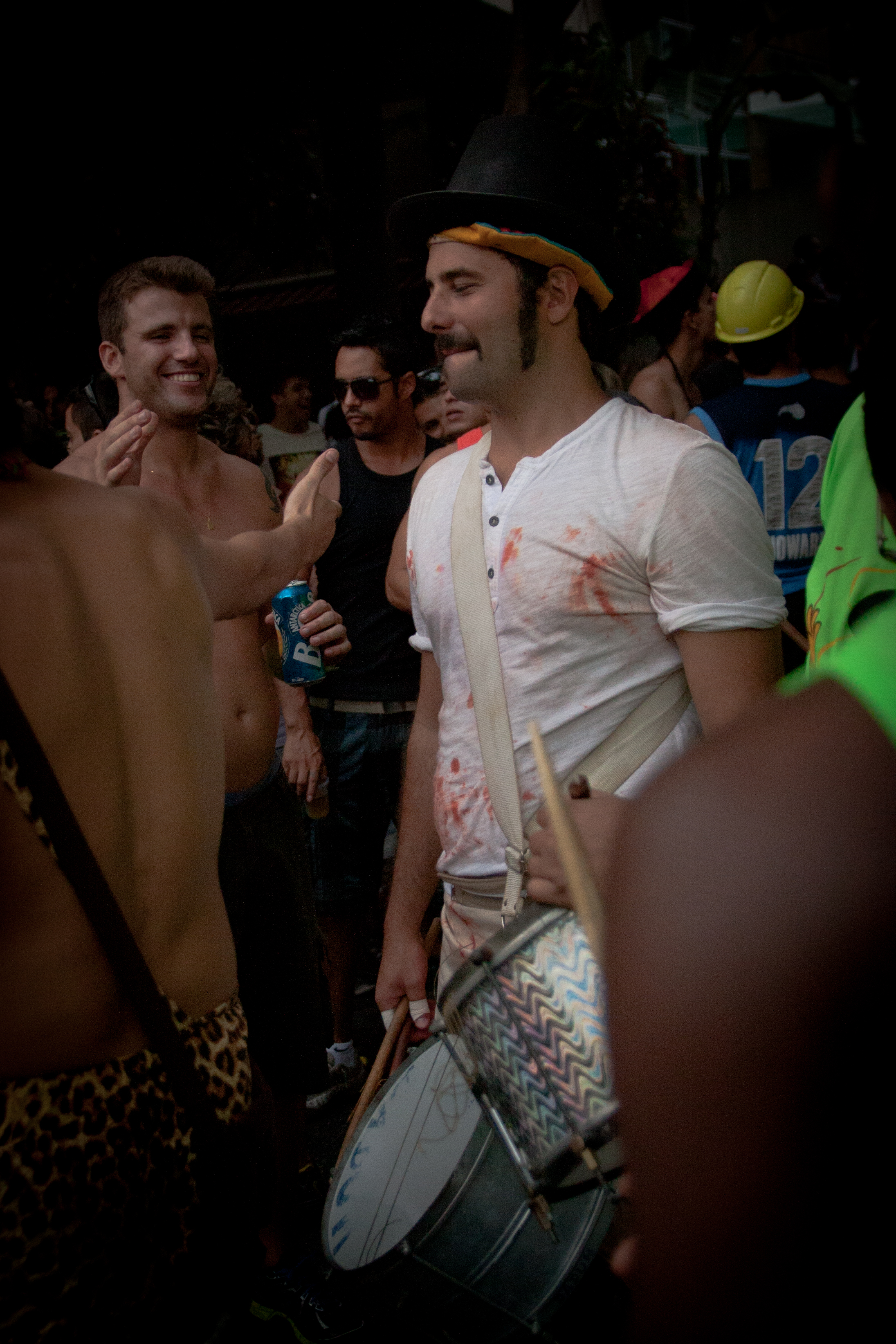
GB Bloco 2014
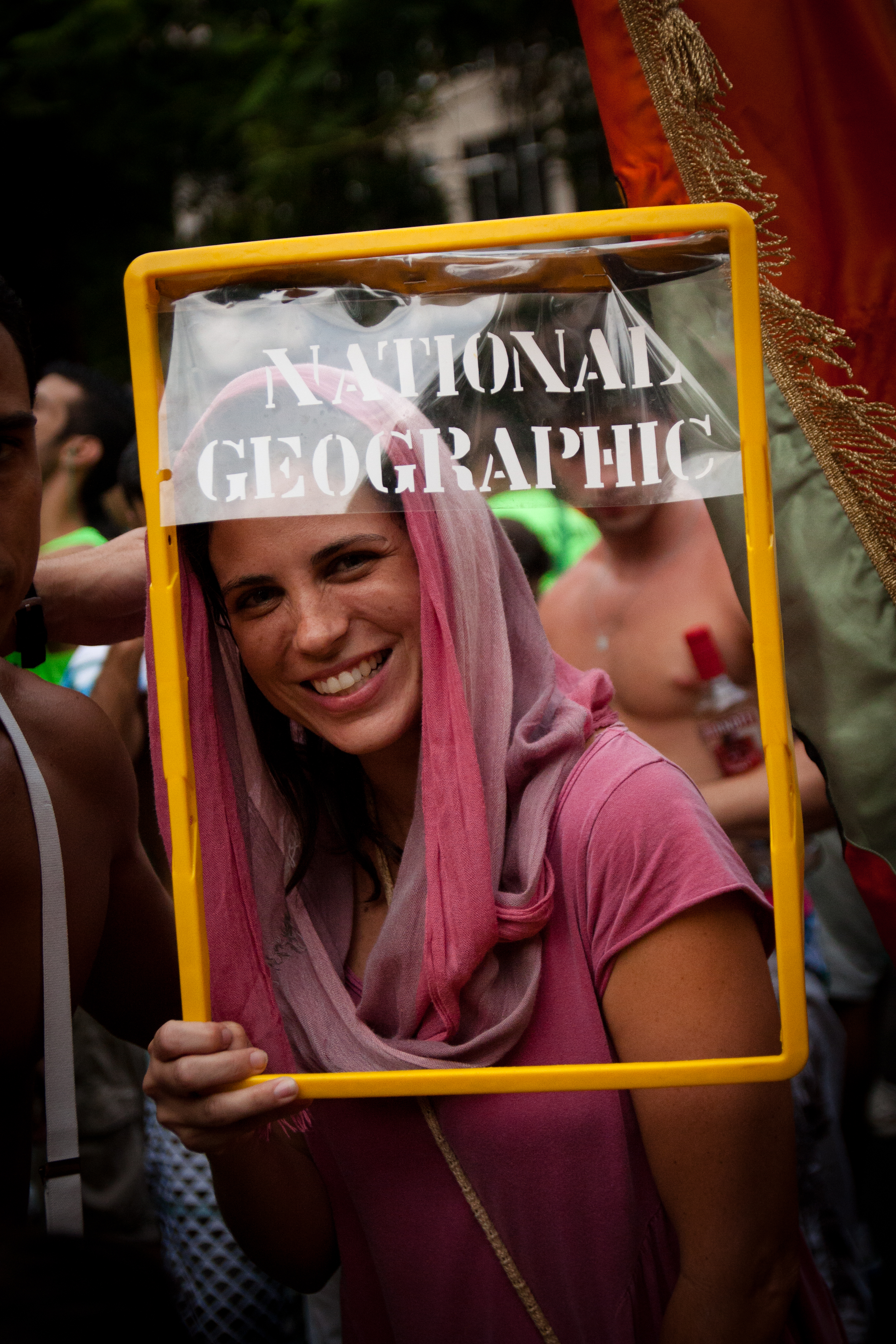
GB Bloco 2014
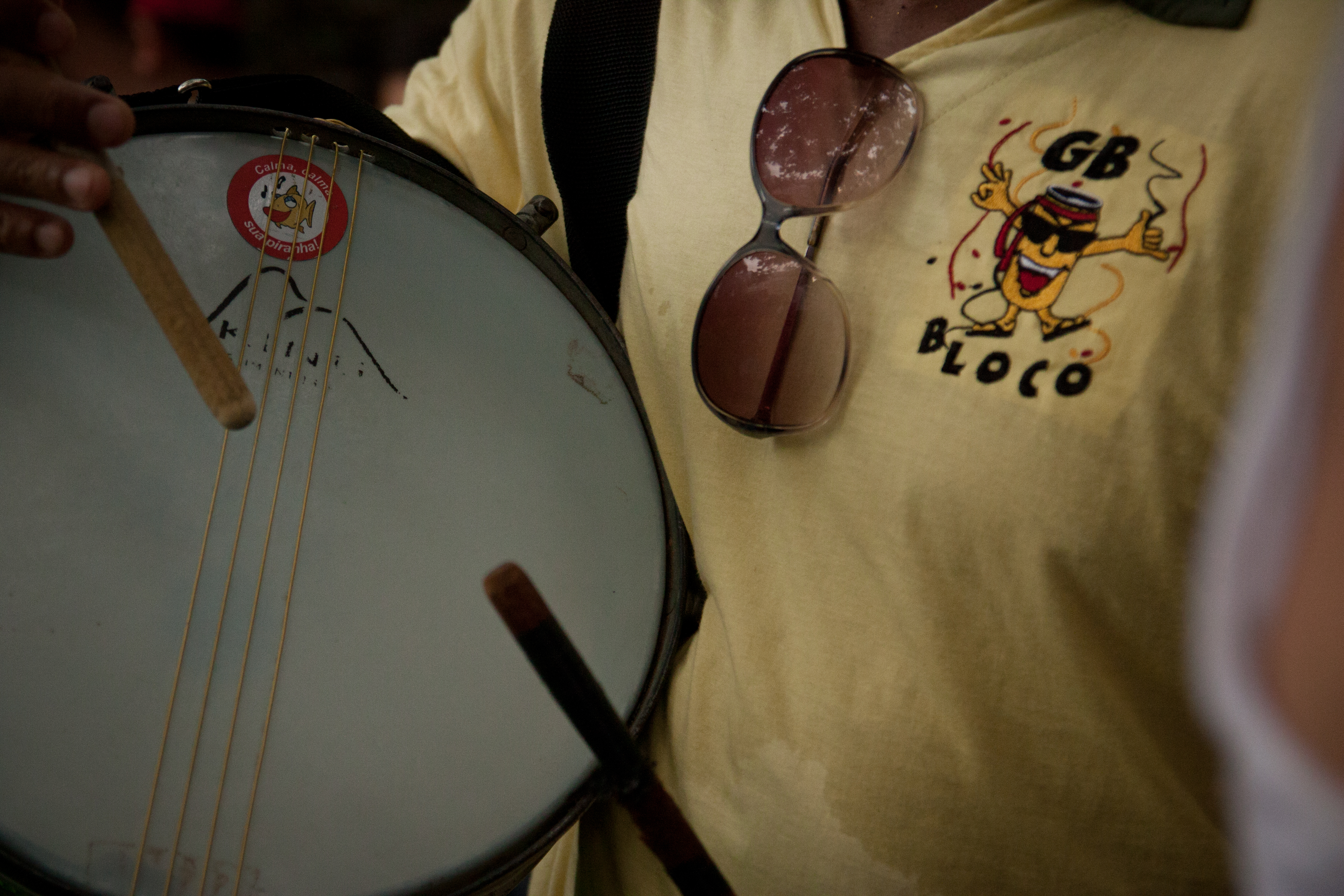
GB Bloco 2014
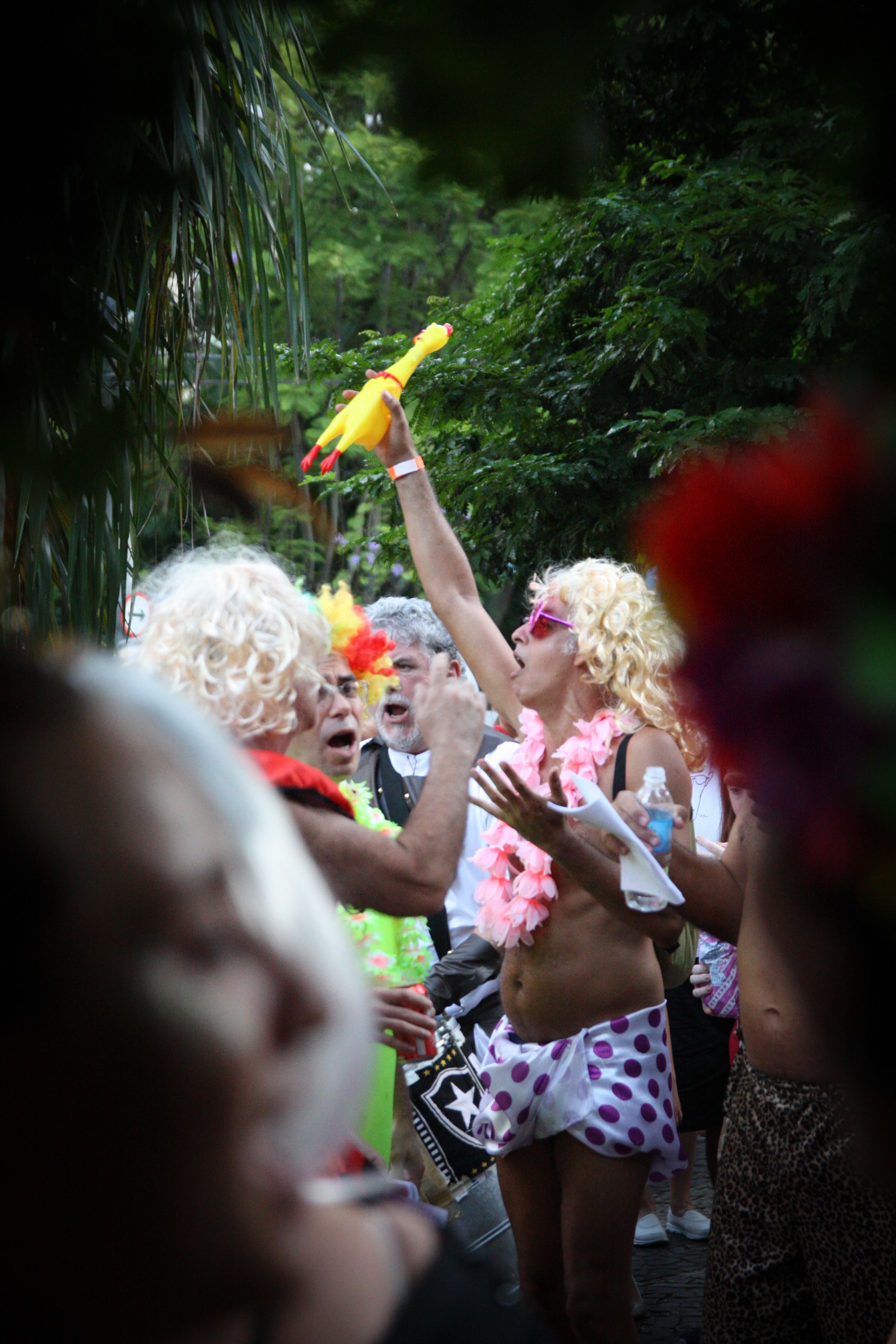
Espumas e Paetês 2014
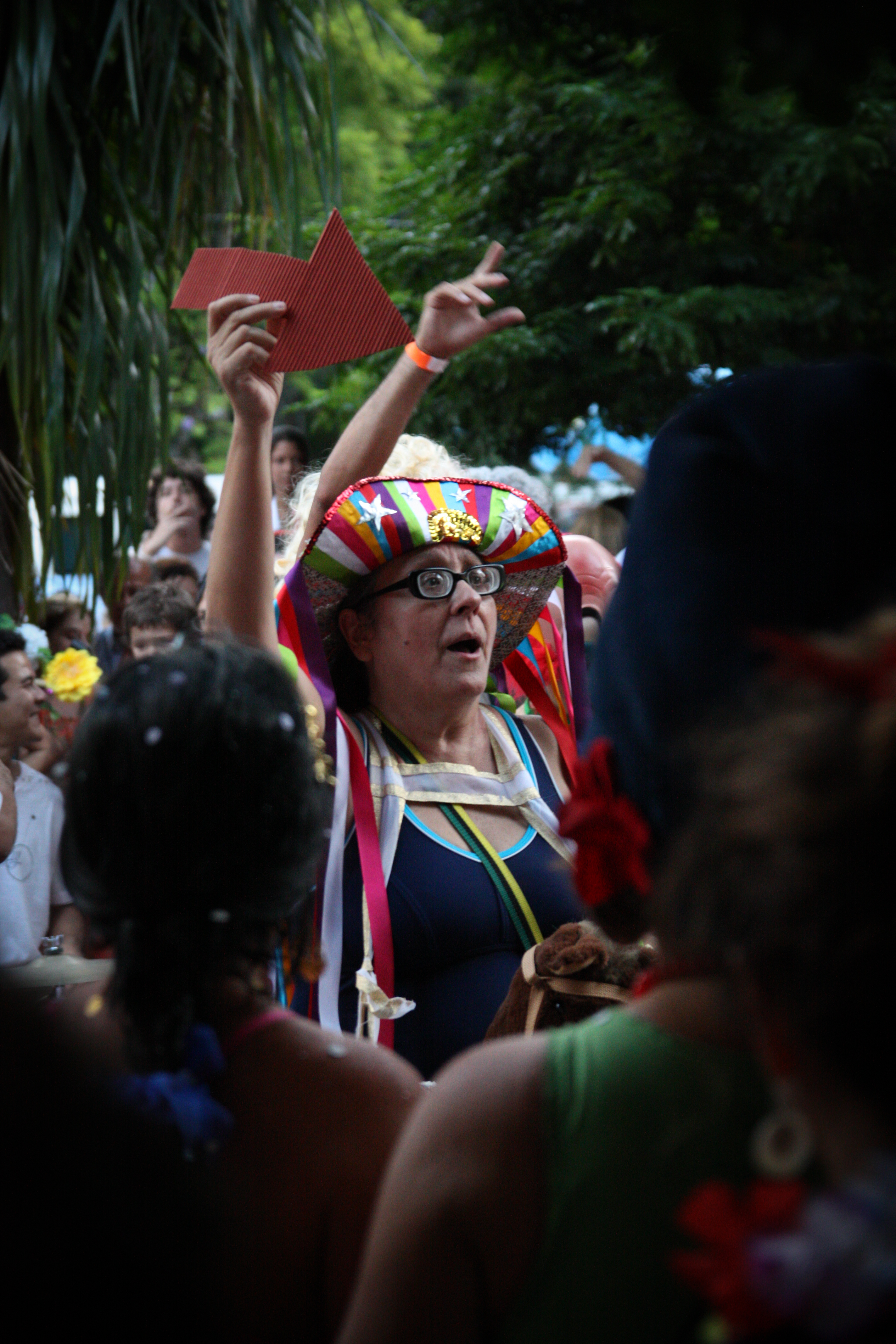
Espumas e Paetês 2014

### Feira e roda de chorinho
Todo Sábado, a General Glicério recebe uma simpática feira, onde se destacam a barraca de pastel e caldo de cana, e a animada roda de choro que se apresenta religiosamente ali. A música ficava a cargo do conjunto Choro na Feira, mas desde dezembro de 2010 é responsabilidade do grupo de choro e samba Pixin-Bodega, já fiel companheiro da rua, de seus moradores e visitantes. O grupo, formado por Almir Bacana (percussão), Lauro Mesquita (percussão), Luis Carlos (padeiro), Sergio Zoroastro (cavaquinho), Jorge Mendes (violão de 7 cordas), Pedro Silva (clarinete e sax) e Vinicius Santos (bandolim), visita a Praça Jardim Laranjeiras todos os sábados sem chuva, de 12:30 as 14:30.
A feira se espalha pelas ruas General Glicério e Professor Ortiz Monteiro

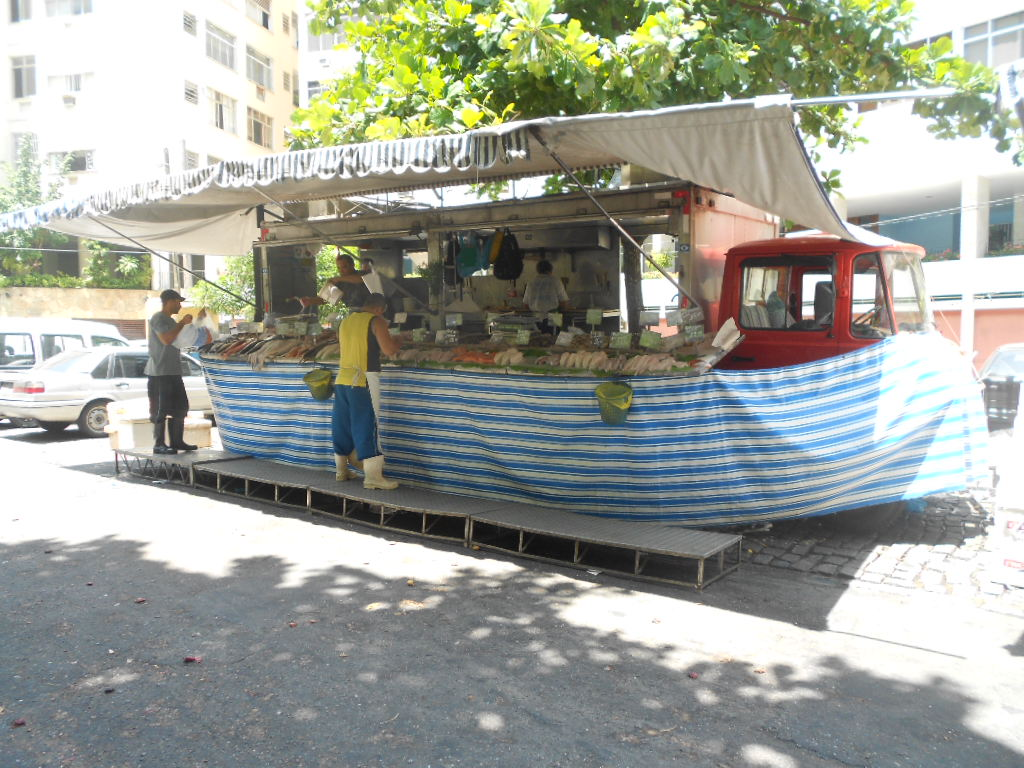
Feira na General Glicério
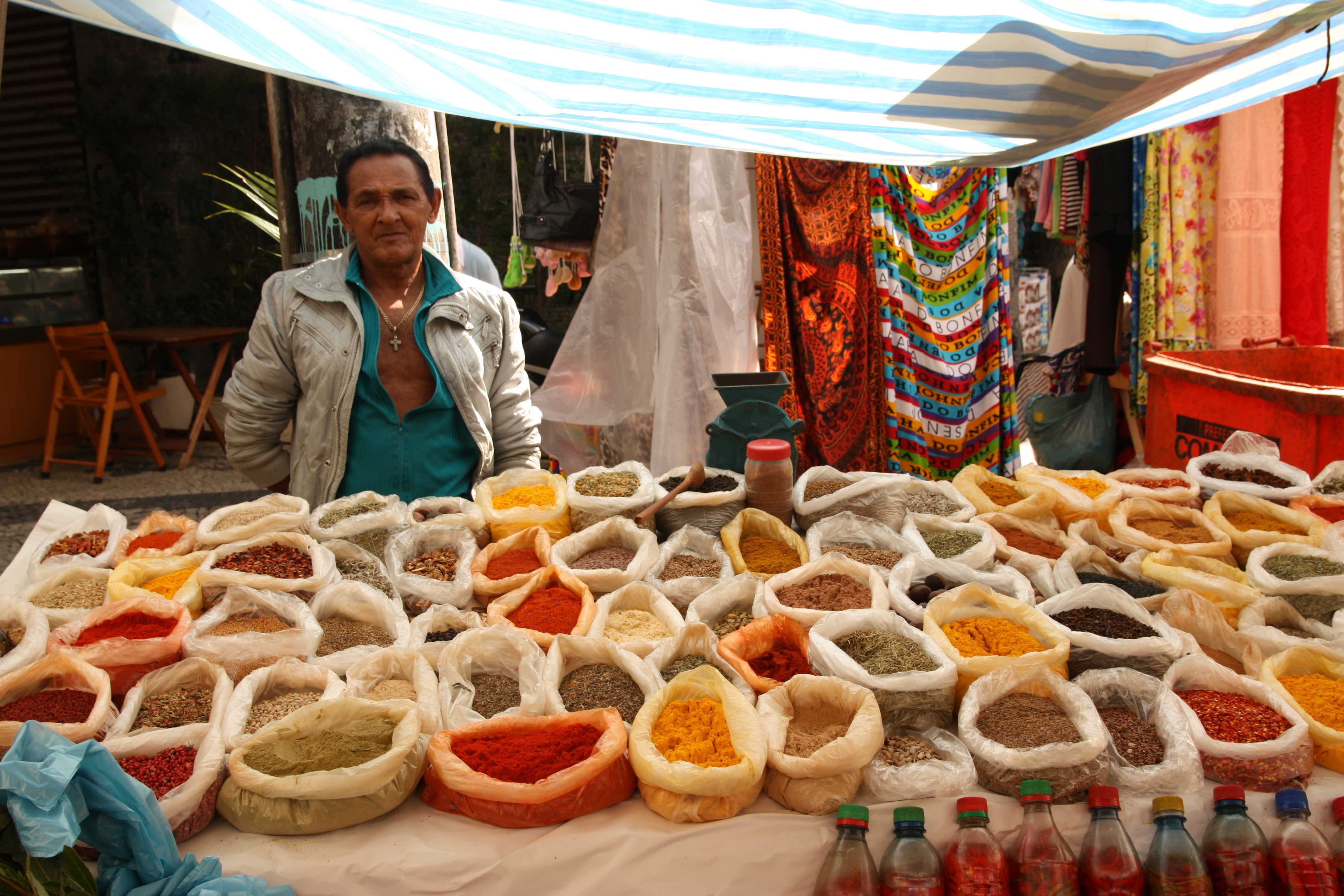
Vendedor de temperos - Rua General Glicério - 2009

### Restaurantes, bares, cafés e academias
Apesar de eminentemente residencial, a General Glicério possui um comércio vibrante para atender seus residentes. Algumas boas opções são o simpático Maya Café, um café / delicatessen, e o Serrado Vinhos & Bistrô, uma loja de vinhos completa com restaurante integrado. Na rua encontra-se ainda padarias, farmácias, locadoras, pet-shop, veterinárias e pequenos mercados.
A área conta também com uma série de academias, como a LOB Academia de Tênis, que fica próxima à General Glicério, na Rua Stefan Zweig, uma afluente da Belisário Távora.

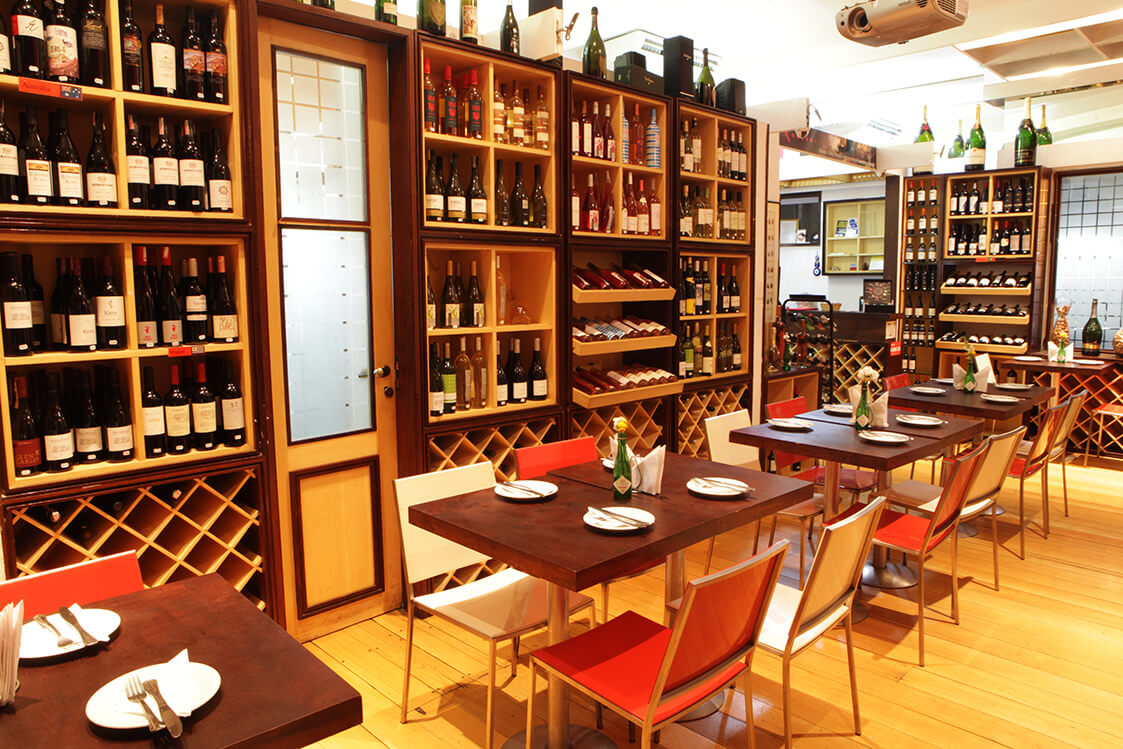
Salão Dionisio Serrado Bistro

## Escolas
Na esquina da General Glicério com a Belisário Távora, encontra-se a Escola Municipal Albert Schweitzer. Perto, na Rua Professor Estelita Lins, há a Creche Curiosa Idade, que adotou as árvores da praça da Rua General Glicério como parte do Programa de Adoção de Áreas Verdes, da Fundação Parques e Jardins da prefeitura do Rio de Janeiro.